# Provincia de La Rioja (Argentina)
La Rioja, en el texto de la Constitución provincial: Provincia de La Rioja, es una de las veintitrés provincias o estados federados de la República Argentina. Es uno de los veinticuatro estados autogobernados o jurisdicciones de primer orden que conforman el país, y uno de los veinticuatro distritos electorales legislativos nacionales.  Su capital y ciudad más poblada es la homónima La Rioja. Está ubicada en el noroeste del país, limitando al norte con Catamarca, al este con Córdoba, al sur con San Luis, al suroeste con San Juan y al noroeste con Chile, cuya frontera está determinada por la divisoria de aguas de la Cordillera de los Andes. Con 450,000 habitantes en 2024 es la cuarta provincia menos poblada —por delante de La Pampa, Santa Cruz y Tierra del Fuego, Antártida e Islas del Atlántico Sur, la menos poblada— y con 4,3 hab/km², la sexta menos densamente poblada, por delante de Catamarca, Río Negro, Chubut, La Pampa y Santa Cruz, siendo esta última la menos densamente poblada.
En La Rioja predomina un relieve montañoso de escasa vegetación sin la presencia de un curso de agua permanente. Su economía se sustenta a partir de la agricultura bajo riego artificial, con la producción de vid y olivos principalmente, sin embargo, también ha crecido considerablemente el turismo en los últimos años, sobresaliendo el parque nacional Talampaya como principal atractivo.

## Historia
Los diaguitas habitaban el territorio riojano a la llegada de los conquistadores españoles.
Desde la creación del virreinato del Perú por real cédula del 1 de marzo de 1543, el actual territorio riojano quedó integrado dentro de la Gobernación del Tucumán.
El 20 de mayo de 1591, Juan Ramírez de Velasco, procedente de la región española de La Rioja, funda «la Ciudad de todos los Santos de la Nueva Rioja» con la finalidad de establecer un asiento estratégico para combatir a los indígenas.
En 1630 se produjo un alzamiento de los indígenas diaguitas que fue sofocado por el gobernador Felipe de Albornoz.
El fenómeno demográfico más notable de esta época fue el vertiginoso aumento de la población de origen africano. Tanto en La Rioja como en el resto del Tucumán, las encomiendas se habían ido extinguiendo y los "indios"  dejaron de pagar tributo al rey, trabajando para los españoles en encomiendas, de modo que se trató de reemplazarlo con los negros que ingresaban, legal o ilegalmente, por el puerto de Buenos Aires. Asombra la cantidad de "negros"  registrados en los censos que periódicamente hacían los párrocos, como por ejemplo los casi 500 esclavos que poseía la Compañía de Jesús, que en el distrito tenía dos estancias.
En 1776 la Intendencia de Tucumán pasó a formar parte del recién creado Virreinato del Río de la Plata.
Al subdividirse administrativamente el virreinato del Río de la Plata, conforme a la Real Ordenanza de Intendentes del 28 de enero de 1782, la actual provincia de La Rioja quedó ubicada dentro de la gobernación Intendencia de San Miguel de Tucumán. La Real Cédula del 5 de agosto de 1783, suprimió la gobernación intendencia del Tucumán, con lo que se formó la de gobernación Intendencia de Córdoba del Tucumán que incluía a Córdoba, San Luis, Mendoza, San Juan, La Rioja y pequeños sectores occidentales de la actual provincia de Santa Fe.
Un censo de esta zona ordenado por el virrey Rafael de Sobremonte dio como resultado que había 9 887 habitantes.
El cabildo local apoyó a la Revolución de Mayo y a la Primera Junta.
En 1813 se creó la intendencia de Cuyo y el general José de San Martín asumió el cargo de gobernador, separándose del control cordobés, Mendoza, San Juan y San Luis, quedando La Rioja bajo la dependencia de Córdoba.
En 1814 el gobernador cordobés José Javier Díaz  integró a la provincia de Córdoba en la «Unión de los Pueblos Libres» de José Artigas  como provincia federal. La Rioja, que formaba parte de la Intendencia de Córdoba del Tucumán, desconoció esta acción del gobernador y se mantuvo temporalmente como autónoma. El 15 de diciembre de 1817 retornaron al gobierno de Córdoba los partidarios del unitario Directorio de Buenos Aires, volviendo La Rioja a la situación de tenencia de gobierno.
Después de la sublevación del ejército en Arequito, una parte de los sublevados al mando de Francisco Villafañe, el 24 de enero de 1820 depone al teniente gobernador González y el 1 de marzo elige, por aclamación, gobernador de la Provincia de La Rioja al general Francisco Ortiz de Ocampo siendo Ocampo el primer gobernador de la provincia y antiguo jefe del Batallón de Arribeños en Buenos Aires y jefe de la primera expedición libertadora al Alto Perú.
Se sucede un período de anarquía hasta que Facundo Quiroga, comandante de Los Llanos (zonas bajas del sur riojano), consigue imponerse con sus milicias rurales y estabilizar en el gobierno a Nicolás Dávila en septiembre de 1821 mediante el combate de La Rioja ocurrido el año pasado.
La Rioja fue una de las trece provincias firmantes de la Constitución argentina de 1853 por la que se constituyó la República Argentina (en esos años conocida como la Confederación Argentina).
El 3 de febrero de 1881, se firmó un tratado interprovincial con la provincia de San Luis, definiendo los límites entre ambas provincias.
En el terremoto de San Juan de 1894 el Mercalli de dicho terremoto fue tan violento que llegó a la Ciudad de La Rioja destruyendo la catedral San Nicolás de Bari siendo construida en 1910 e inaugurada en 1912
El límite con la provincia de San Luis fue fijado mediante la Ley Nacional N.º 22184, dictada por el gobierno cívico-militar y publicada en el Boletín Oficial el 12 de marzo de 1980.
Desde las elecciones provinciales de 2019 el gobernador de La Rioja es el peronista, Ricardo Quintela.
El 17 de enero de 2024 el gobernador Ricardo Quintela junto al voto casi unánime de la Legislatura Provincial de La Rioja crearon el Bono de cancelación de deuda (BOCADE) denominado como 'El Chacho' en honor a al líder político y militar riojano Chacho Peñaloza, es el segundo bono de la provincia después de la Crisis de 2001

## Gobierno
La provincia de La Rioja es un estado autónomo, que integra la República Argentina según las reglas del régimen federal establecido por la Constitución vigente desde 1853, reteniendo todas las facultades no delegadas expresamente en el Estado nacional.
Por esta razón la provincia está gobernada por tres poderes independientes: el Poder Ejecutivo a cargo de un gobernador, el Poder Legislativo unicameral, y el Poder Judicial a cuya cabeza se encuentra el Tribunal Superior.

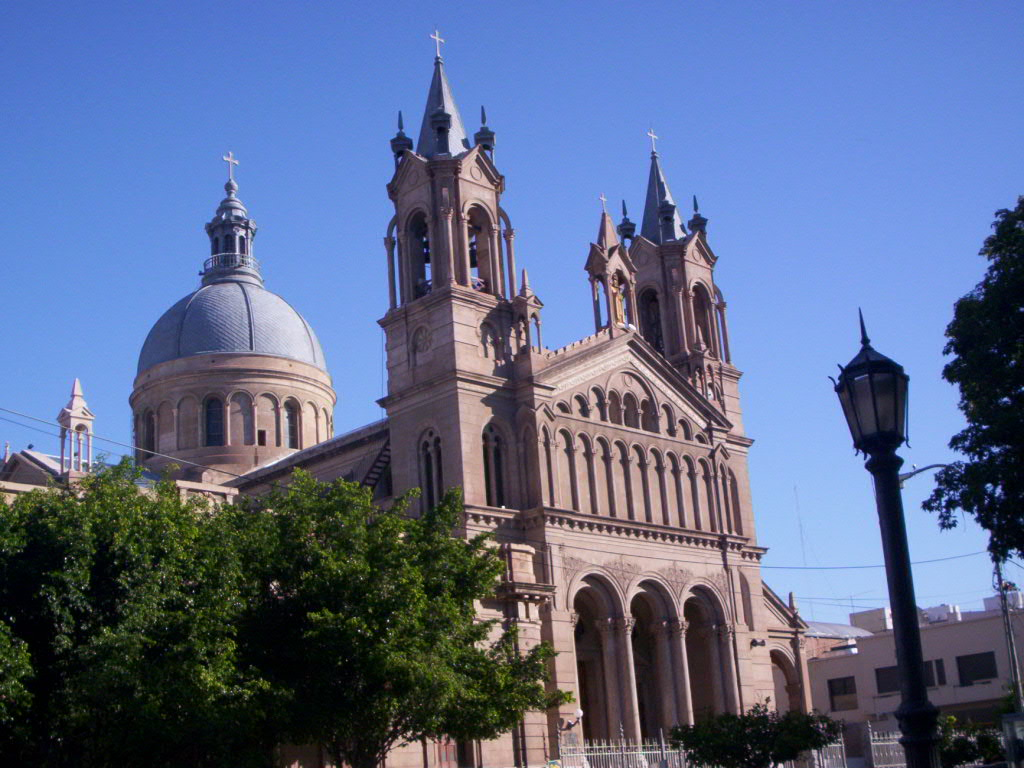
Catedral de San Nicolás de Bari (La Rioja).

## Cultura

### Fiestas religiosas
San Nicolás de Bari, el patrono de la provincia, es celebrado en la ciudad de La Rioja en el mes de julio.
El 31 de diciembre Se celebra la Fiesta del Tinkunaco. Encuentro entre el Niño Jesús Alcalde y San Nicolás de Bari. Se produce al mediodía frente de la casa de Gobierno Esta fiesta se vive también en Departamento Famatina y en Malligasta (Departamento Chilecito).
La Peregrinación de San Francisco Solano a las Padercitas (Quebrada de los Sauces) se lleva a cabo el segundo domingo de agosto. Los fieles de todas las congregaciones barriales de la ciudad Capital realizan s caminata en la mañana y regresan por la tarde.
Fiesta de la Virgen India (Sanagasta) cada último viernes de septiembre. Viene en peregrinación a La Rioja.
Cada 24 de septiembre, en la ciudad de La Rioja se honra a la Virgen de Mercedes, generala del ejército. Los viernes de Semana Santa se realizan las tradicionales Peregrinaciones al Señor de Peña, en el Departamento Arauco. En Chilecito se oficia con profundo fervor la fiesta de Santa Rita, el 22 de mayo.
En febrero, la fiesta de San Blas, en San Blas de los Sauces y la de nuestra Señora de Candelaria, en Olta. En junio las de San Pedro y San Pablo en Famatina y la de san Antonio de Padua en Anillaco. En agosto, la fiesta de Santa Rosa de Lima, en Patquia. En octubre, la celebración de nuestra Señora del Rosario, en Ulapes, Chamical, Tama y Villa Unión. En diciembre, la Inmaculada Concepción, en Aimogasta y Chepes, y la de nuestra Señora de Andacoyo en Vinchina.

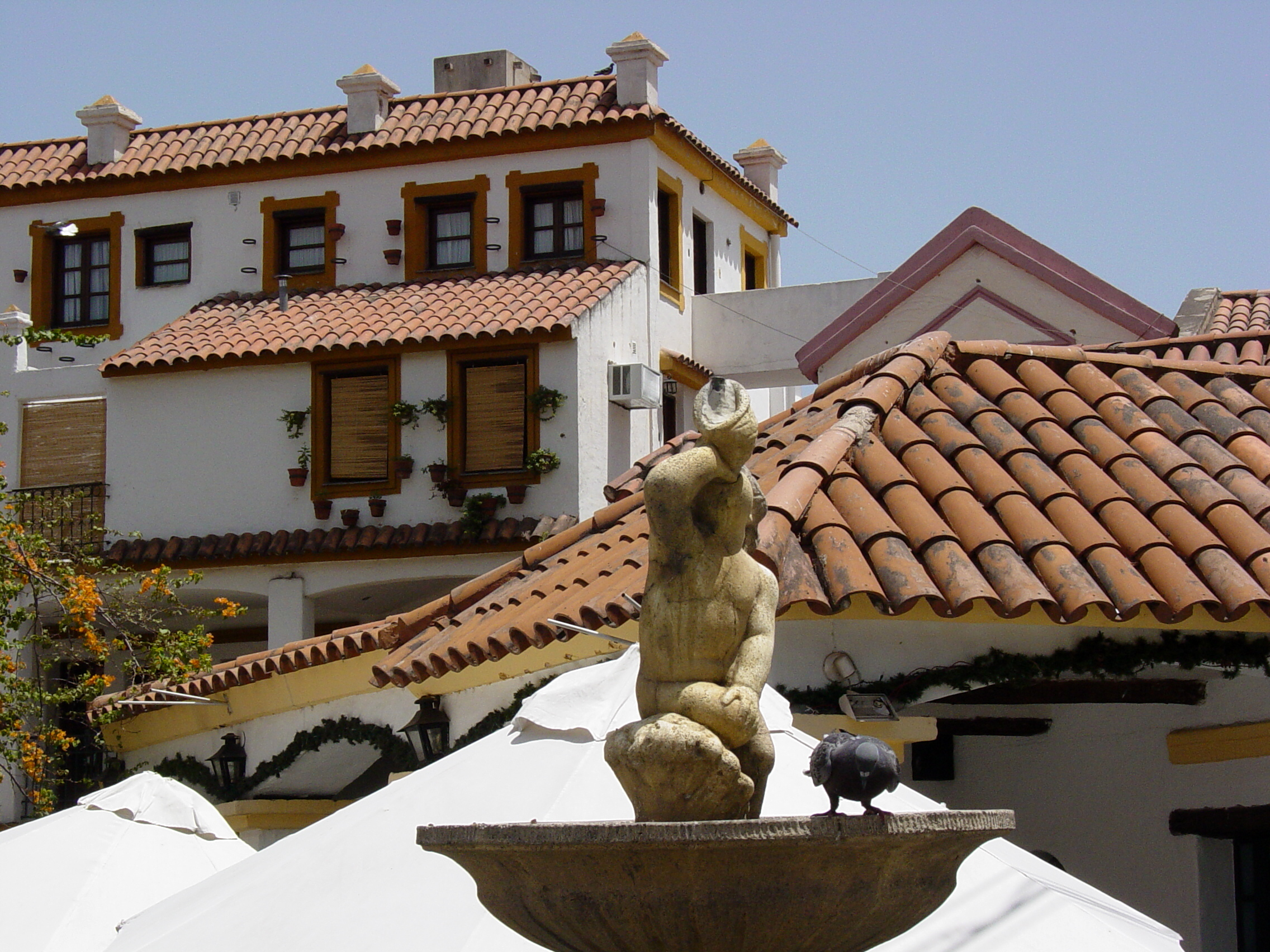
Arquitectura neocolonial en la ciudad de La Rioja.

### Creencias populares
Como sucede en las demás provincias de la Argentina y en especial en las zonas rurales, existen en La Rioja leyendas populares y mitos. En los valles, en las quebradas, en las montañas, en los soleados llanos, en los puestos y parajes, en las minas abandonadas, perduran tradiciones locales de origen indígena y criollo.
Entre los personajes mitológicos que se supone moran en las quebradas de Famatina y Velasco pueden mencionarse: la Pachamama o Madre de la Tierra; el Llastay o Dueño de los animales y Aves del cerro; el Huayrapuca o Viento Colorado, que azota los valles y faldeos montañosos del oeste riojano; el Mikilo, un hombre pequeño y travieso; el Kuntur, demonio raptor de los niños que viven en los cerros; la Yacumama o Yacurmana, que se presenta en las corrientes de agua que bajan de la montaña en cascadas, y se observa de lejos en todas las direcciones; la Zapan Zucum, protectora de los niños y del algarrobo; el Pujllay o dios de la Chaya, representado como un andrajosa muñeco montado en burro, que a través de su canto evoca tristeza y alegría, y deambula por todo el pueblo. Se dice que al finalizar cada Chaya, se lo entierra hasta la próxima, cuando revive. Otros personajes míticos riojanos son: la Mulánima, animal con cadenas que aparece en las noches; el duende sombrerudo, hombre bajito que aparece en las siestas; la mano negra, las brujas y la Salamanca, el lugar secreto donde celebran sus reuniones.

### Comidas tradicionales

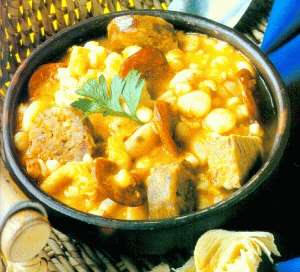
Comida típica riojana

Como todas las provincias de la Argentina, La Rioja tiene su propia tradición culinaria. Entre las comidas típicas, se destacan las siguientes:
La humita en chala es una pasta de maíz rallado y mezclado con ají y otros condimentos, envuelta en chala de choclo. El api zapallo es una mezcla de zapallo, queso, cebolla y ají que los riojanos consumen, especialmente en Semana Santa.
Durante las distintas fiestas populares de la provincia, es infaltable el locro, un guisado de carne, maíz, porotos, zapallo y ají, y las empanadas, hechas con picadillo de carne, papas, aceitunas, pasas de uva ají y otros condimentos, envueltos en masa.
En la región de los Llanos riojanos, el asado de cabrito es una arraigada costumbre. Además las vísceras de cabrito se pican para hacer la chanfaina. Otras comidas tradicionales con las busecas guisadas, la mazamorra, el asado criollo, el machaco, la sandunga, el chicharrón, el quesillo o queso de cabra,  y el charqui.
Entre las bebidas riojanas se destacan la aloja o añapa, que se hace con algarroba molida y fermentada que se consume especialmente en Navidad. Entre los dulces se encuentra el arrope, los orejones, el patay y la zambumba.

### Himno provincial de La Rioja
''Oíd riojanos el grito del Chacho,
resonando en el llano infernal,
encendiendo en la sangre del chango
los volcanes de la libertad.
Ved jirones de ponchos y lanzas,
en duro entrevero bajo el quebrachal,
y la voz de Quiroga, un trueno,
acallado por ser federal.
No olvidéis que en el cerro ha quedado,
la oración de este pueblo diaguita,
que escuchando el violín de Solano
su palabra bendita aprendió.
Llevad con la fuerza del Zonda y del sol,
por fértiles valles, por llanos ardientes,
por cerros chayeros de nieves eternas,
Tu espíritu noble, tu indígena sangre.'' (Bis)
Letra: Leila Mirta Marasco de Bilmezis
Música: Francisco Frega

### Festivales
En todo y cada uno de los rincones de La Rioja son característicos los rituales. En ellos, cada pueblo evoca en sus cantares la cultura, las vivencias y las actividades que lo identifican.
El de mayor relevancia es el Festival de la Chaya, que se realiza en febrero en la capital de la provincia. Y que congrega a todo el pueblo durante cuatro noches.
En Aimogasta se celebra en mayo, la fiesta nacional de la olivicultura.
Durante la Navidad de los Cerros, en Chilecito, se entonan villancicos.
En el festival del Viñador, en la localidad de Villa Unión, el pueblo pone de relieve esa actividad, y le canta a su tierra, a la vid y al vino.
En Milagro, toda una región se reúne en el Festival de la Ternera, a rendir homenaje a su tradicional actividad granadera.
De acuerdo con el lugar en el que viven, los riojanos se inspiran en el campo, el río, la montaña y en todo aquellos que forma parten de su paisaje para honrar a su tierra y evocar su pena y alegría. De esta manera reviven sus fiestas de acuerdo con sus actividades predominantes, tales como la del Quesillo, en las Peñas (Departamento Castro Barros); el Festival de la Amistad en Anillaco; del Cabrito en Chepes; del Durazno en Guandacol; de la Doma en Pinchas; de la Nuez en Famatina, etc.

#### La Chaya
Es una fiesta tradicional de la provincia de La Rioja que toma lugar en febrero de cada año y en donde se revive una costumbre ancestral. Es entonces cuando se realiza el festival y el clásico topamiento en los barrios de la ciudad, en que los participantes. Esta costumbre se lleva a cabo aproximadamente desde 1942.

### Turismo

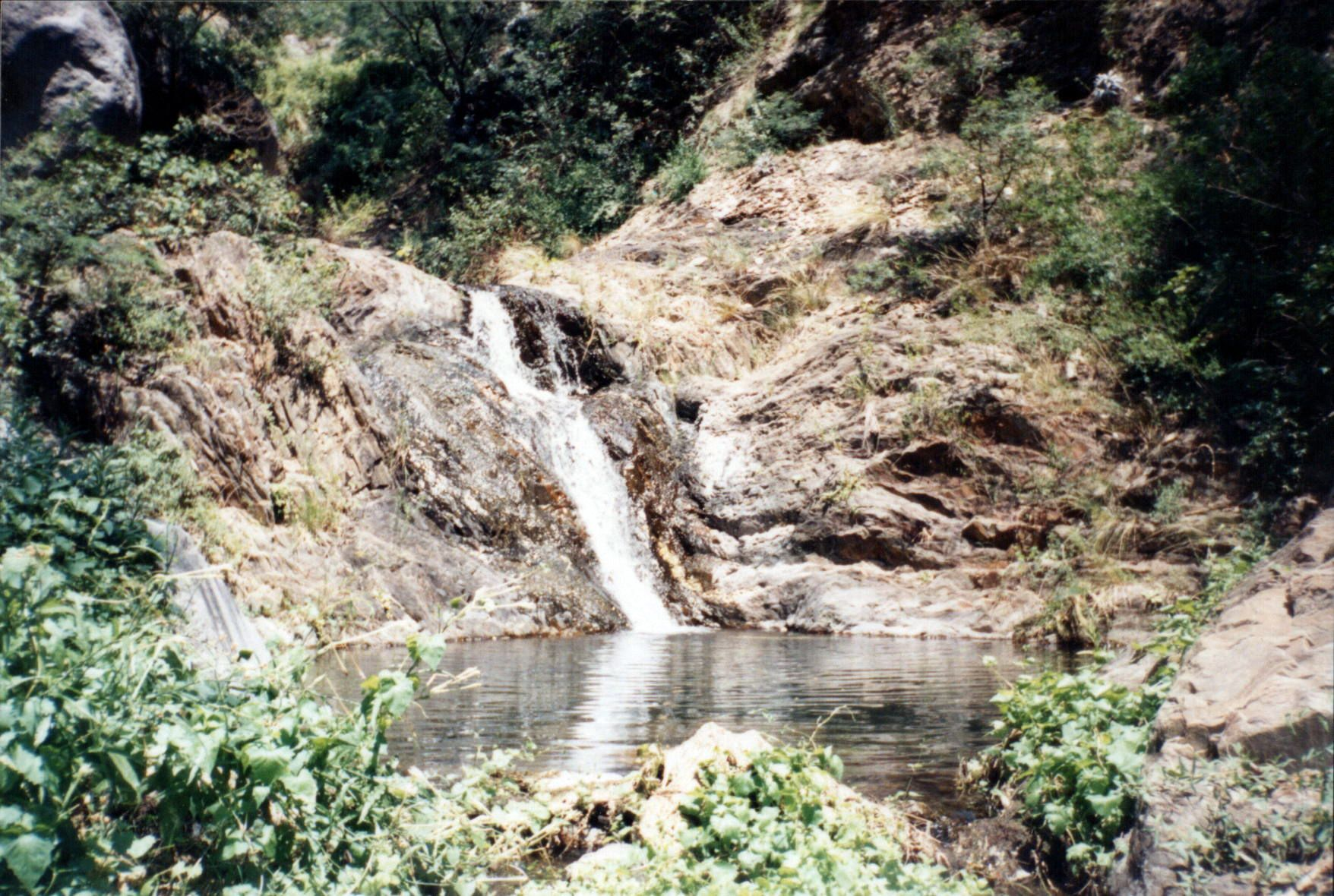
Quebrada del padre, Olta

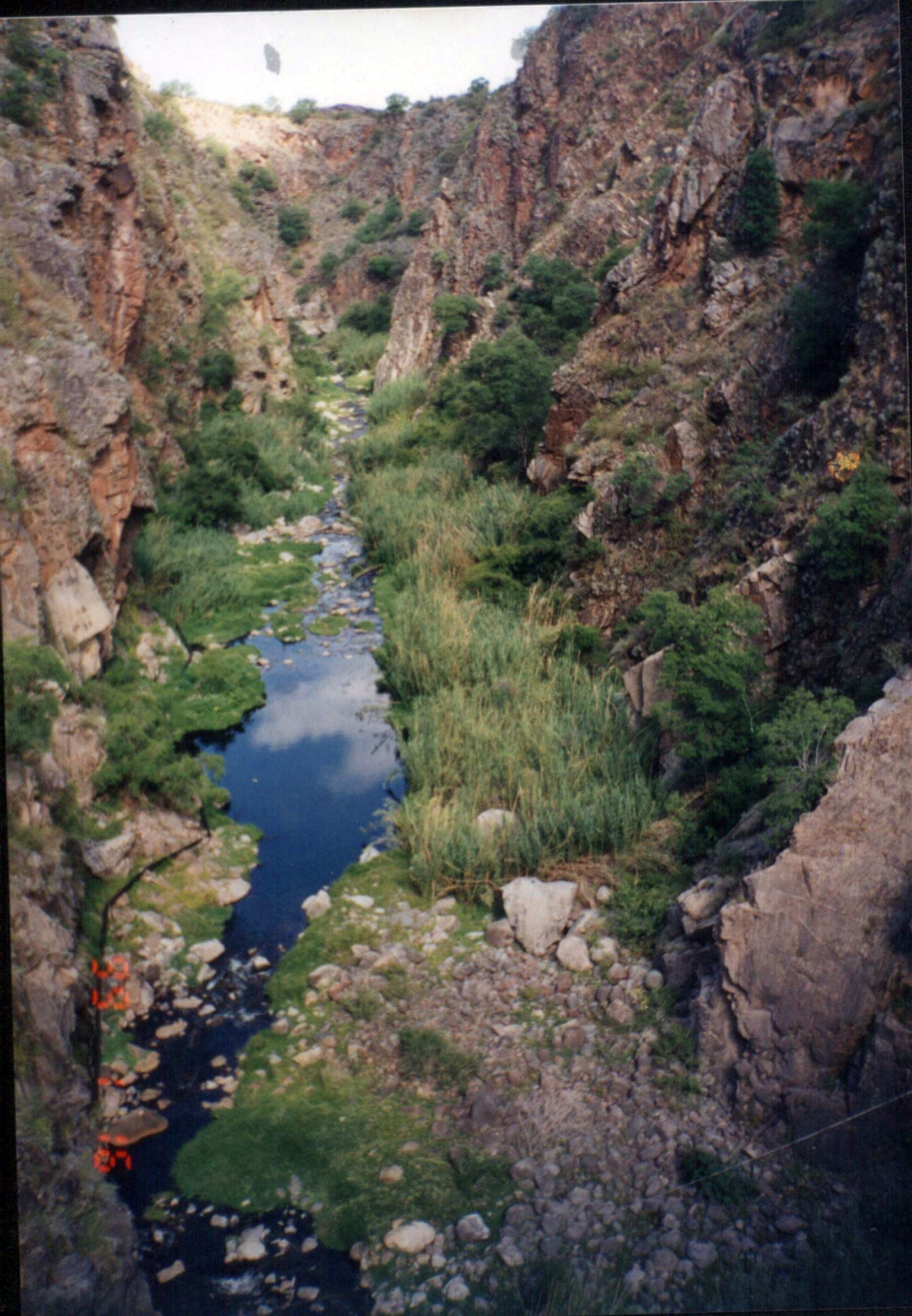
Quebrada de Olta desde el muro del dique

Las bellezas naturales de la provincia forman una atractiva invitación al turismo. Algunos de los principales centros se encuentran en Chilecito, al pie del majestuoso macizo de Famatina; en Nonogasta, en el valle del río Grande o de los Sauces, y en Villa Unión, desde donde se accede al parque nacional Talampaya que, por su valor paisajístico y paleontológico, ha sido declarado Patrimonio de la Humanidad por la Unesco, junto a Ischigualasto en la vecina provincia de San Juan. En los llanos, se destacan Olta, Malanzán y el Departamento General Ocampo (Balneario de Aguadita de Los Peralta y Ambil).
En la ciudad capital, La Rioja, se puede visitar la Ruta del Artesano, el Circuito Religioso en el casco histórico, el Museo Arqueológico Inca Huasi y el paseo cultural Castro Barros. En las afueras está el Parque de la Ciudad, como espacio de usos múltiples, y las ruinas de Las Padercitas, que permiten conocer sobre los primeros habitantes de La Rioja.
La provincia cuenta con el Dique de los Sauces, un lugar tradicional para práctica de deportes náuticos y pesca de pejerrey, como así también con el dique Sanagasta, el cual se caracteriza por un microclima especial, sus mercados artesanales y museos, la posibilidad de practicar actividades como senderismo, cabalgatas y rapel, y conocer sitios como la Cueva de las Brujas, el Parque Geológico Sanagasta y Huaco, todo acompañado por un paisaje que cautiva.
En el departamento Castro Barros se sucede una serie de pequeños pueblos que se sitúan a más de 1 000 m s. n. m. donde reina la paz y que poseen un microclima especial, estos pueblos son encerrados por la falda oriental y occidental del Velasco que son llamados la Costa Riojana
En el Dpto. Arauco en el Señor de la Peña cada Jueves y Viernes Santo, peregrinos y promesantes llegan en busca de paz espiritual, invocando su protección, desde distintos puntos de la región y el país.
El complejo turístico Vientos del Señor es una extensa superficie de suelo arcilloso, donde se puede realizar carrovelismo, Kitebuggy y actividades de esparcimiento como cabalgatas, recorridos en bicicleta, caminatas, disfrutando del paisaje.
Termas de Santa Teresita, situadas en una zona montañosa, provee de aguas que alcanzan entre los 42° y 46°, produciendo efectos hidroterapéuticos.

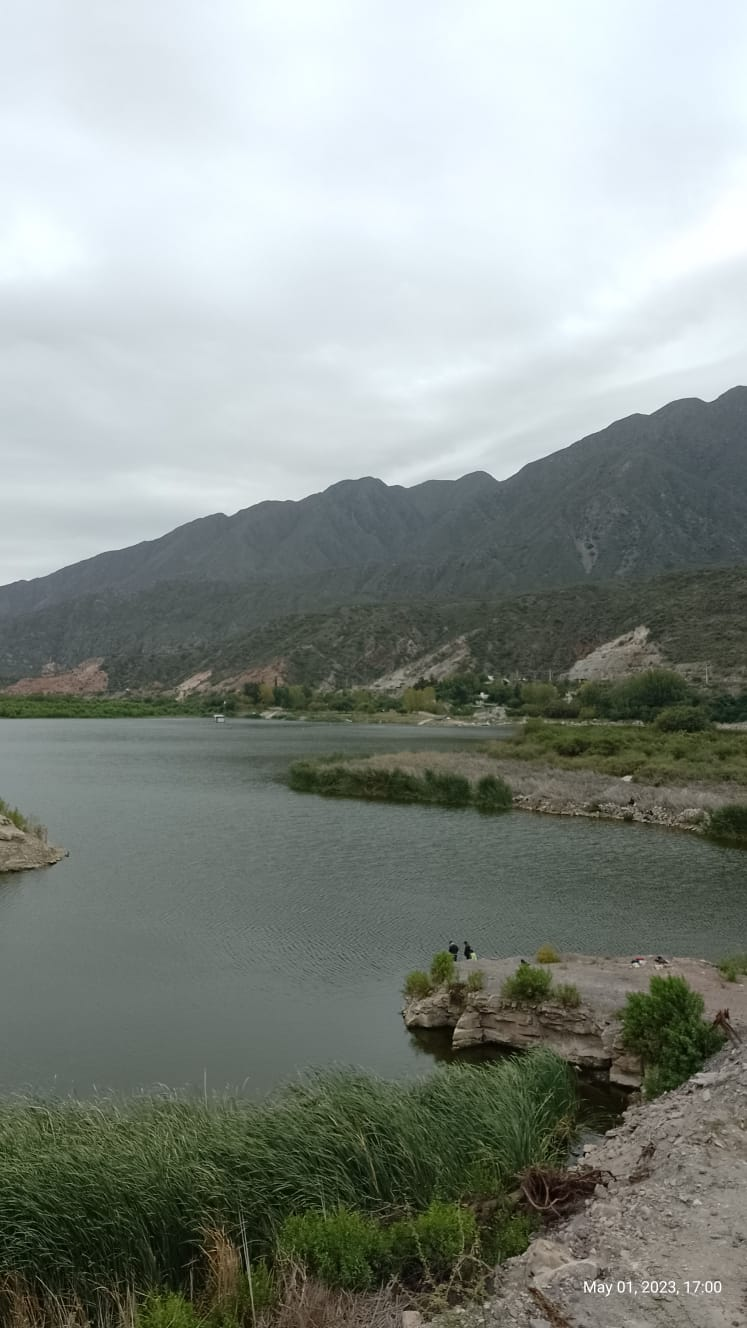
Dique los Sauces La Rioja Argentina

Pasando por Aimogasta se encuentra el Sitio Arqueológico de Huaco, ubicado en el departamento San Blas de los Sauces. Por otra parte, Chilecito posee un safari fotográfico por el cable carril de la Mina La Mejicana, y actividades turismo rural entre fincas y bodegas. En la localidad de Miranda, se encuentra la Cuesta de Miranda y el río que lleva su mismo nombre: Existe un conjunto de  capillas históricas, todas ellas declaradas monumento histórico nacional. En Famatina se puede practicar parapente y conocer la quebrada del Ocre. Los pueblos de Ángulos y Campanas convocan cada año a miles de feligreses para la fiesta del Niño de Hualco. En Chañarmuyo se encuentra un dique para actividades recreativas. En Patquía se encuentra el Parque ProvincIal del Chiflón, en el cual se realizan visitas guiadas entre petroglifos y morteros comunitarios de la esencia aborigen, y la reserva Provincial los Colorados, en donde se practica senderismo.
En el departamento General Ángel Vicente Peñaloza se encuentran varios atractivos históricos, culturales y naturales, como las lagunas de Chila, destacándose la Quebrada de los Cóndores. Esta se trata de una meseta que posee vista panorámicas hacia Olta y su dique, sumando a que habitan más de 150 cóndores, lo que lo convierte en la reserva de cóndores más importante fuera de los Andes. En Olta se encuentra el dique del mismo nombre y se encuentra el famoso Caminito en que se inspiró Gabino Peñaloza.
La ciudad de Villa Unión es el centro más importante del valle del Bermejo (el cual integra al Parque Provincial el Chiflon, al parque nacional Talampaya y Reserva Natural Laguna Brava) y es el punto de partida para continuar conociendo la historia en El Condado, la Quebrada del Yeso y el Cerro el Toro.
En Vinchina se pueden ver las Estrellas Diaguitas, la Quebrada de la Troya y descubrir huellas fosiladas y bosques petrificados.

## Topónimo
La etimología del topónimo Rioja, que lleva por nombre la comunidad autónoma española de La Rioja y que heredaron la provincia de La Rioja y su capital en la Argentina, ha sido muy discutido. Las principales teorías son: La que le hace corresponder con el río Oja; la que señala como germen una tautología nominal en el término rivo Ohia que significaría «río de lecho fluvial», la que apunta al término "rivalia" que se traduciría como tierra de riachuelos; y las múltiples que indican que tendría sus orígenes en la lengua vasca por ejemplo como unión de los vocablos erria  y eguia, que se traduciría como tierra de pan. Este nombre aparece escrito por primera vez en un documento de la Edad Media datado en el año 1099, el Fuero de Miranda de Ebro.

## Geografía

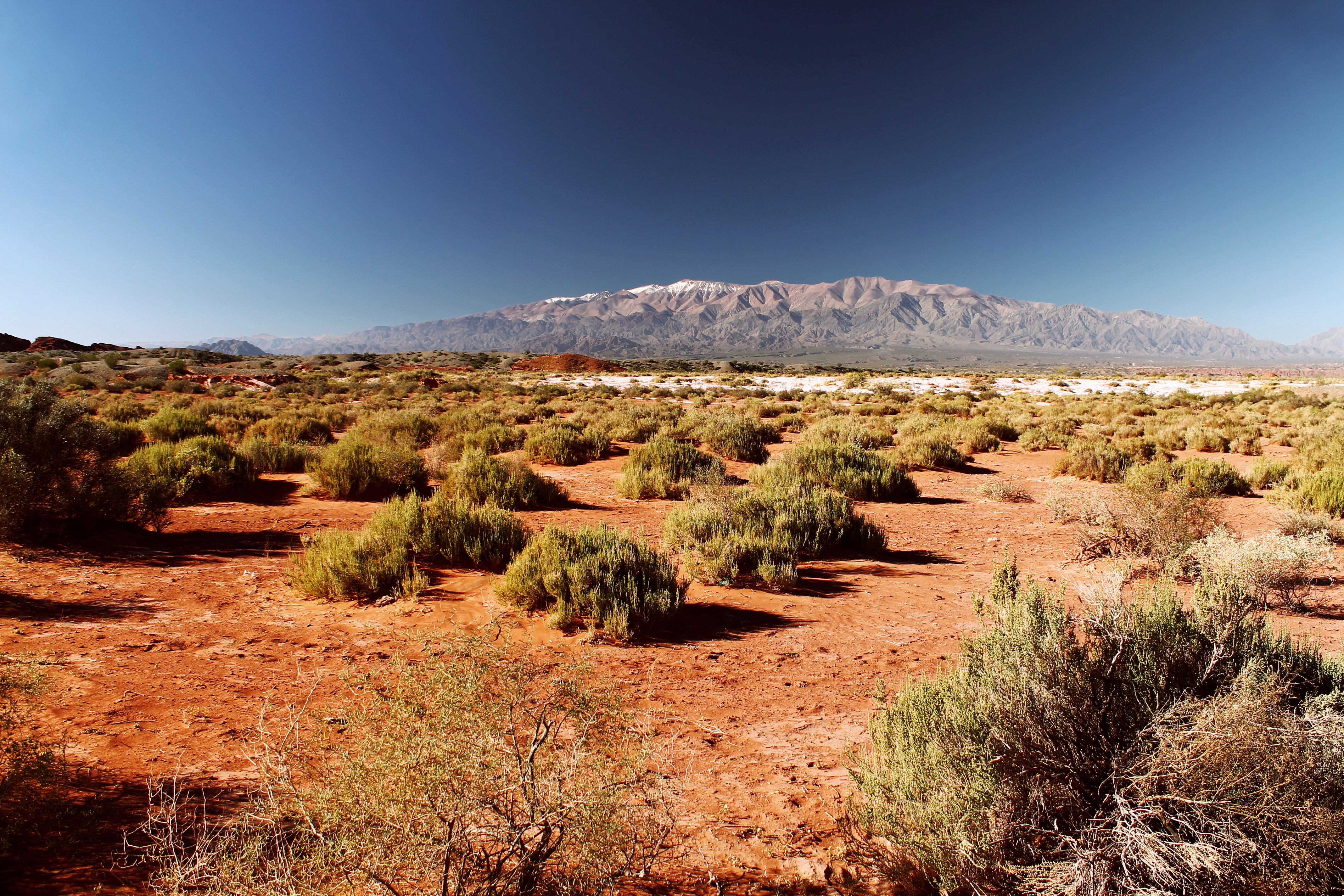
Cerro Famatina, también conocido como el Nevado de Famatina, es con 6250 m s. n. m. (20.500 pies), la cumbre extra andina más elevada del mundo fuera de Asia.

Se encuentra situada en el noroeste del país. El oeste de la provincia se encuentra dentro de la región andina y la mayor parte dentro de la región geográfica denominada Sierras Pampeanas. En la parte norte de la provincia, la misma se encuentra atravesada por varias sierras como la sierra de Velasco y la sierra de Famatina, cuya cumbre es el alto Cerro General Belgrano (el cual con una altitud de 6250 m s. n. m., es la cumbre extraandina más elevada del mundo fuera de Asia), que la recorren de norte a sur y entre las mismas forman amplios valles. El sur cuenta con varias sierras aisladas por llanuras. Su territorio ocupa una superficie de 89 680 km², por lo que su extensión puede compararse con la de Portugal.

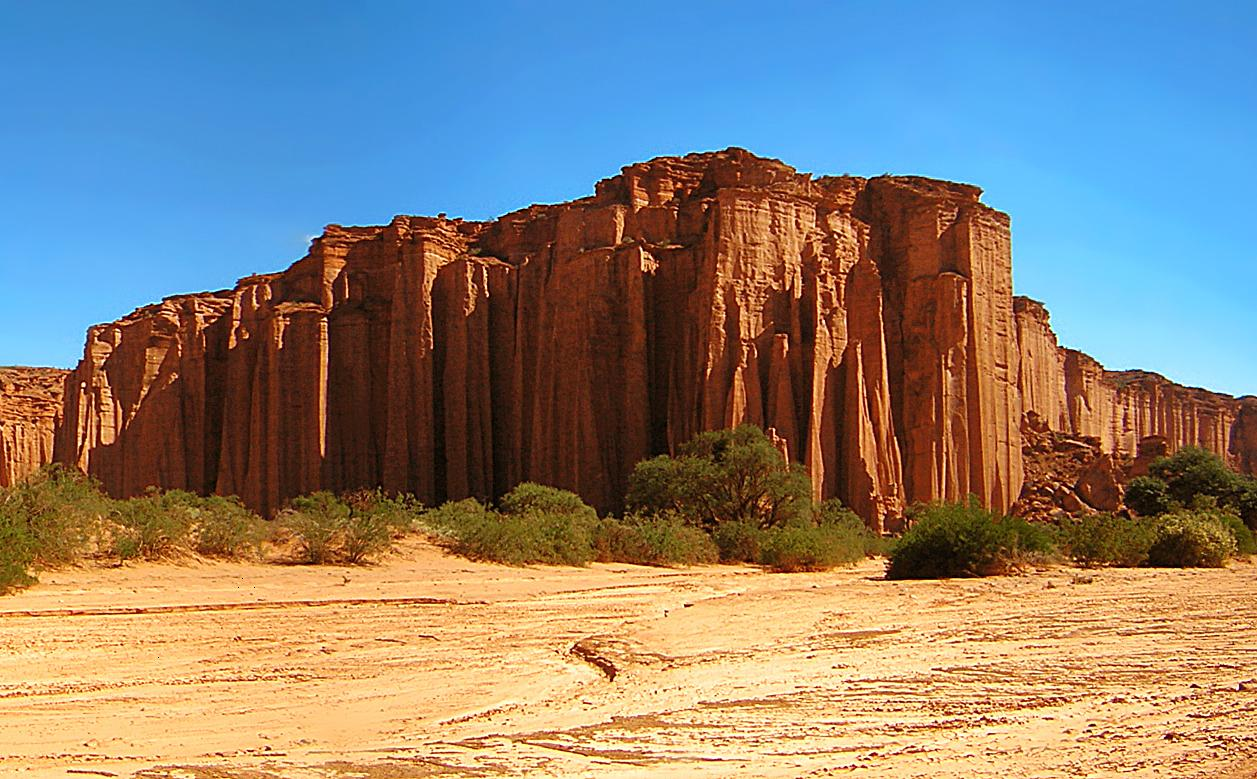
Parque nacional Talampaya.

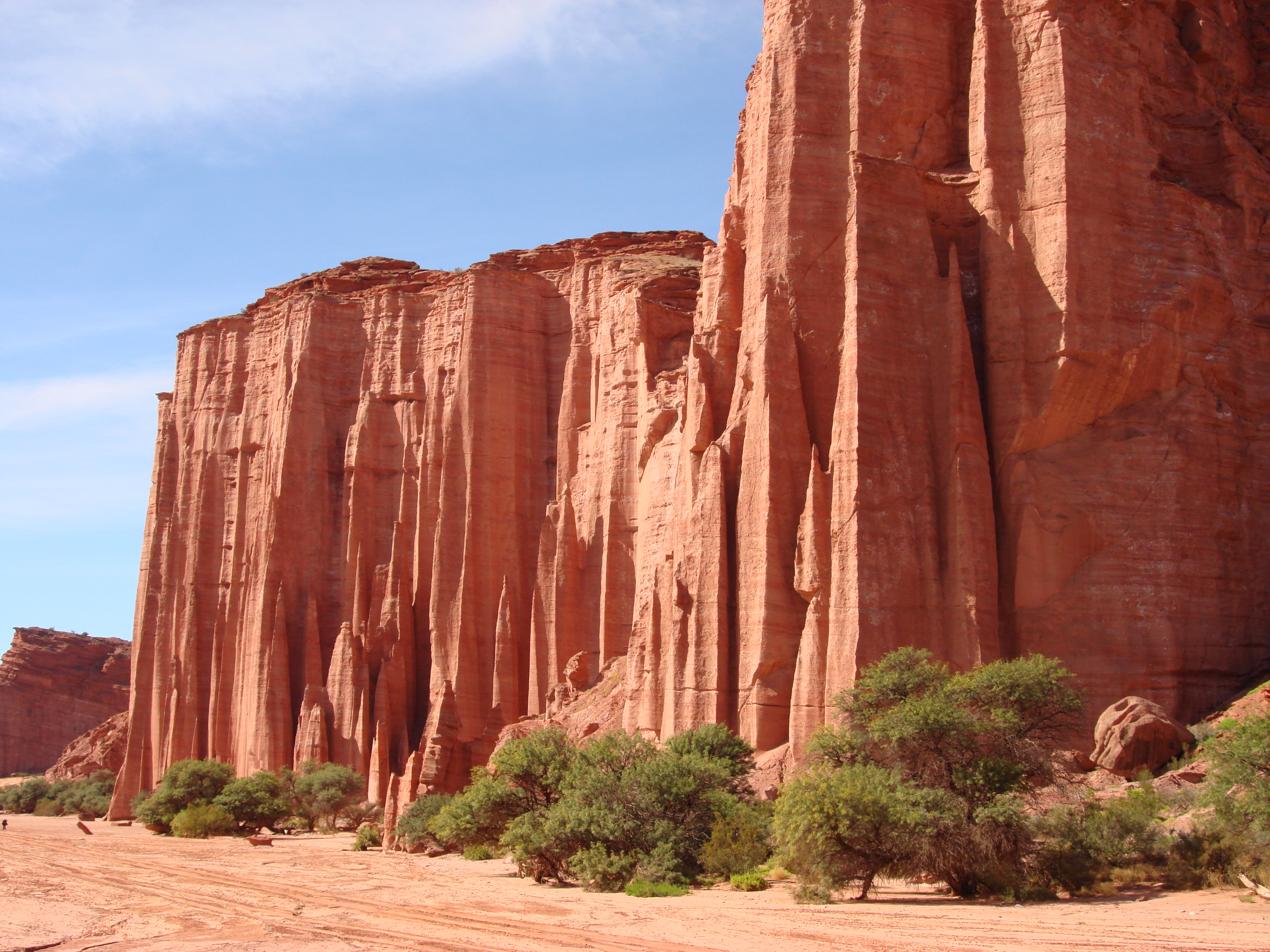
Otra vista del parque nacional Talampaya.

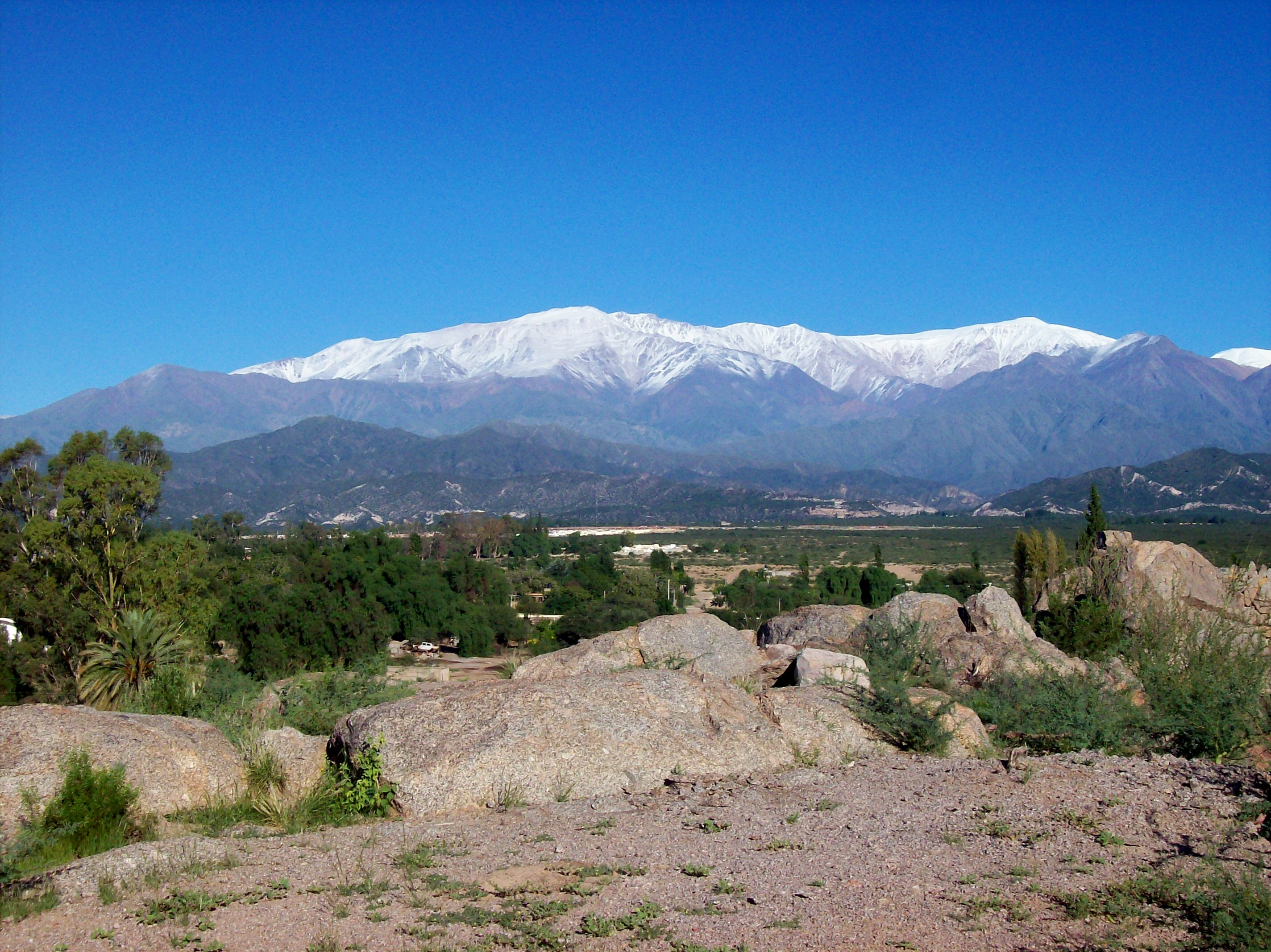
Sierras de Famatina vistas desde Chilecito.

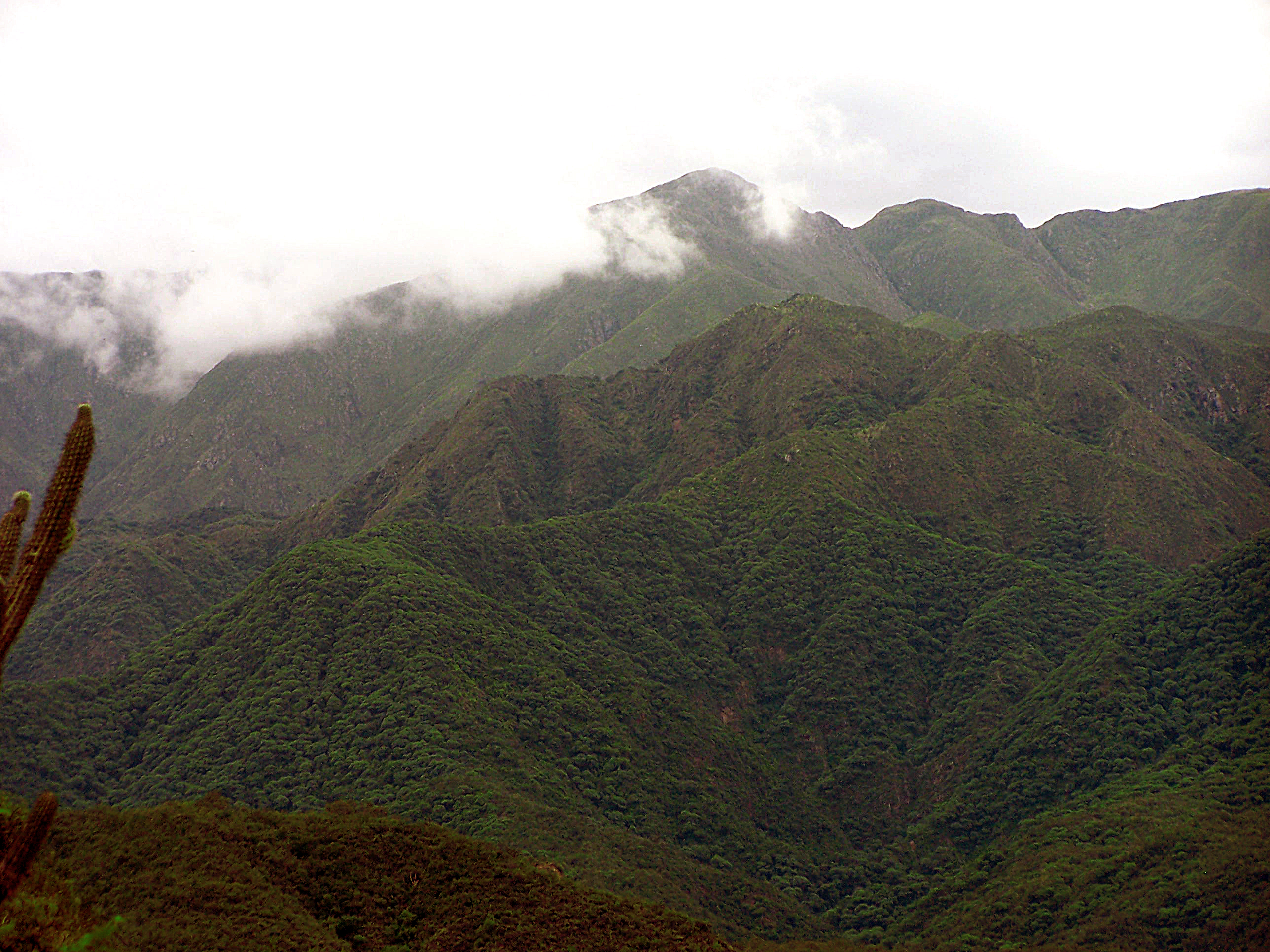
Sierra de Velasco.

Presenta básicamente tres áreas que van desde el sur hasta el norte:
- El sur presenta un relieve bajo, dominado por la sierra de los Llanos y otras sierras adyacentes, como las de las Minas y de Malanzán, rodeadas todas de planicies semidesérticas. Algo alejada de las sierras principales, en dirección al sur, se encuentra la sierra de Chepes. La zona también cuenta con el dique más grande de la provincia, el dique de Anzulón. Entre estas sierras se encuentran pueblos como Chamical, Chepes, Olta, Malanzán y Ulapes.
  - El sudeste de la provincia es la zona más baja y allí se encuentra la penillanura llamada Los Llanos de La Rioja y en los límites la depresión del desierto de las Salinas Grandes.Tipos climáticos de La Rioja según Köppen

Tipos climáticos de La Rioja según Köppen

- El centro de la provincia cuenta con dos formaciones importantes, la sierra de Velasco y la sierra de Famatina. En la ladera este de la sierra de Velasco se emplaza la capital de la provincia.

La sierra de Velasco se bifurca en dos, formando un valle que es conocido como «La Costa» o «La Costa de Arauco», donde se encuentran pueblos relativamente importantes, como Aimogasta, Anillaco y Aminga. En su extremo noroeste, la sierra deja lugar a un estrecho valle, ocupado por una serie de pequeños pueblos, el más importante de los cuales es Salicas.
Al este de la sierra de Velasco se encuentra una amplia llanura semidesértica, casi deshabitada, apenas interrumpida por la Sierra Brava. En esta amplia llanura desembocan la mayor parte de los ríos de la provincia, perdiéndose en desagües inundables y salinos.
- Al oeste de la sierra de Velasco se encuentra un amplio valle, el valle de Famatina o de Antinaco, cuyo centro ocupa la ciudad de Chilecito. En torno al año 2000, el valle ha visto muy aumentada su producción agrícola, con el aporte de irrigación con aguas subterráneas. En este valle se encuentran, además, los pueblos de Famatina, Campanas, Pituil, Nonogasta, Vichigasta, Anguinán, Sañogasta y Los Sarmientos.

- En la sierra de Famatina se encuentra el cerro General Belgrano, con una altitud de 6250 m s. n. m., al pie del cual se encuentra la ciudad de Chilecito.

La sierra de Famatina linda además con otras sierras conocidas como sierra de Paganzo y la sierra de Sañogasta, al sudoeste de la cual se encuentra el parque nacional Talampaya. La sierra de Sañogasta en su término norte da comienzo a la sierra de Famatina; entre las mismas forman un estrecho que es conocido como la Cuesta de Miranda.
- El sector occidental de la provincia está formado, de este a oeste, por:
  - el ancho valle del Río Vinchina, ocupado por poblaciones como Guandacol, Villa Unión y Villa San José de Vinchina.
  - la precordillera, que incluye algunas sierras como de Umango  y Del Toro Muerto;
  - una meseta, ocupada en parte por la Reserva Provincial Laguna Brava; y
  - la Andes, que marca el límite con Chile. En esta zona se encuentran las más altas cumbres de la provincia, como el Cerro Bonete, de 6.759 m s. n. m., el Cerro Veladero, de 6.471 m s. n. m., y el Monte Pissis, que se hallan entre los picos más altos de la Argentina. El único paso esporádicamente habilitado para acceder a Chile desde La Rioja es el paso internacional Pircas Negras: La Rioja es la única provincia argentina limítrofe con Chile que aún carece (2012) de un paso internacional permanente hacia ese país.

### Sismicidad
La sismicidad de la región de La Rioja es frecuente y de intensidad baja, y un silencio sísmico de terremotos medios a graves cada 30 años en áreas aleatorias. Sus últimas expresiones se produjeron:
- 12 de abril de 1899 (126 años), a las 16.10 UTC-3 con 6,4 Richter; como en toda localidad sísmica, aún con un silencio sísmico corto, se olvida la historia de otros movimientos sísmicos regionales (terremoto de La Rioja de 1899)
- 24 de octubre de 1957 (67 años), a las 22.07 UTC-3 con 6,0 Richter (terremoto de Villa Castelli de 1957): además de la gravedad física del fenómeno se unió el olvido de la población a estos eventos recurrentes
- 28 de mayo de 2002 (23 años), a las 0.03 UTC-3, con 6,0 escala Richter (terremoto de La Rioja de 2002)[12]

Sobre el particular, se destaca la gran cantidad de edificaciones de techos hormigonados, edificios de paredes de ladrillo cocido; sin adherencia a normas de construcción antisísmicas.

### Clima y vegetación

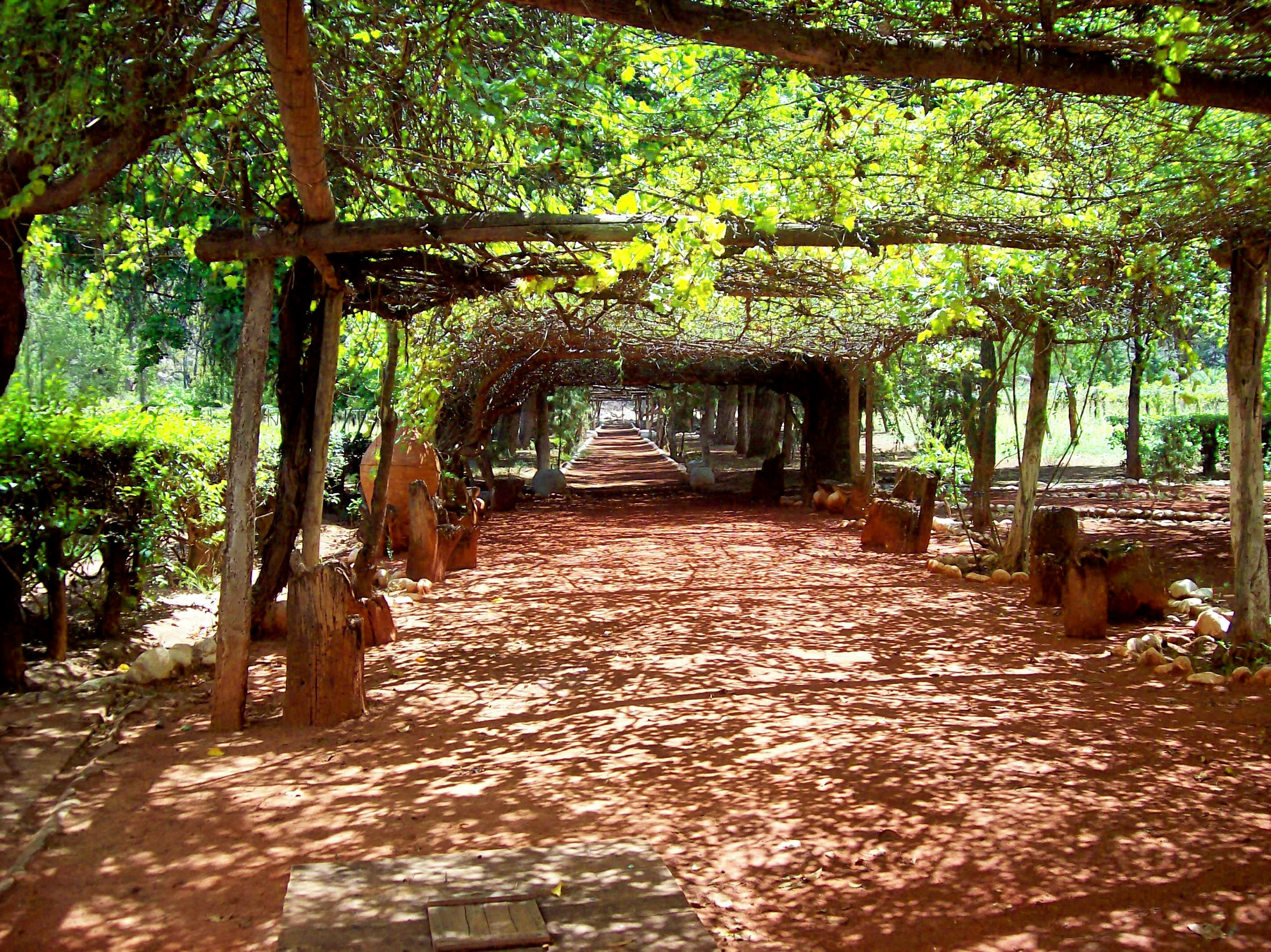
Viñedo en Chilecito.

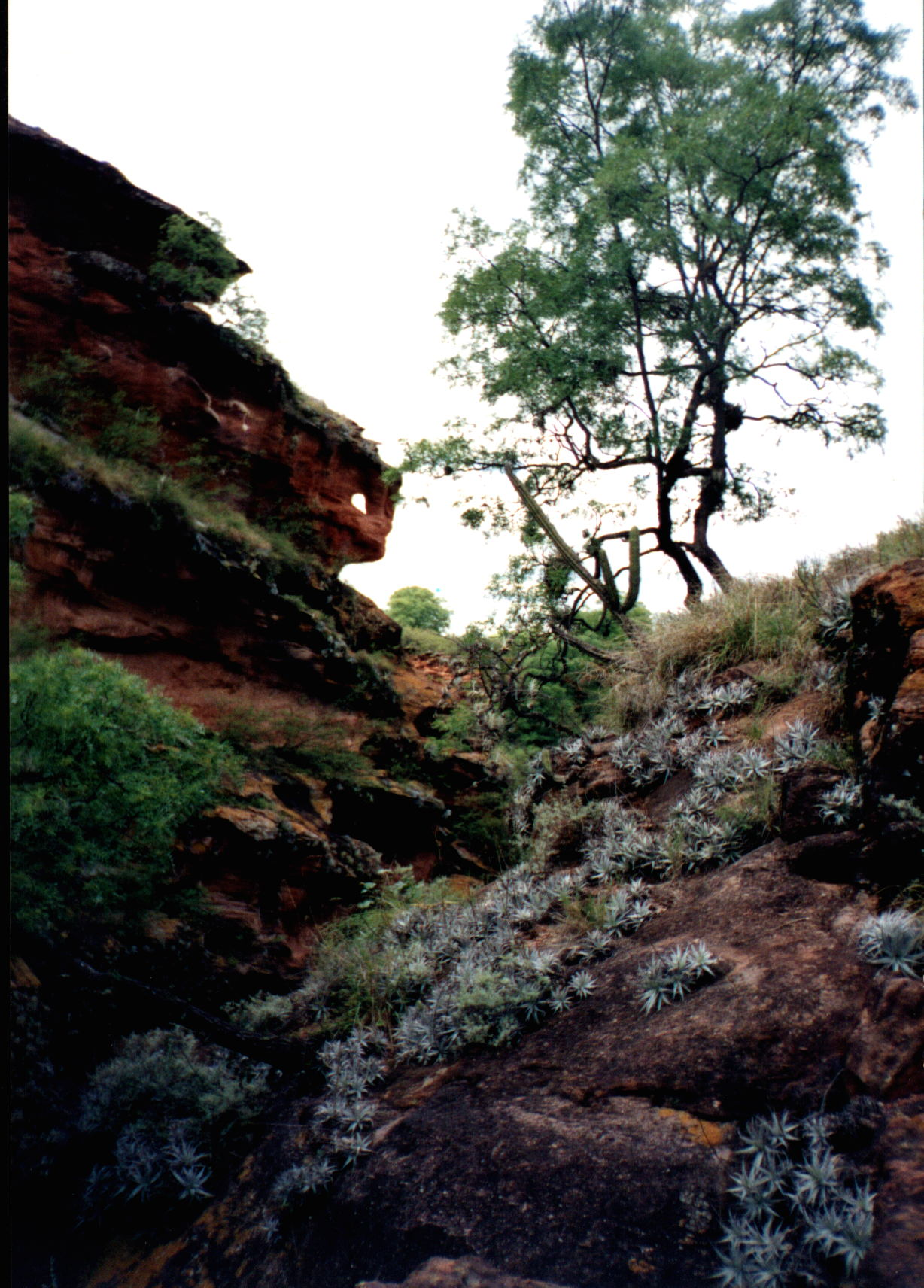
Ojo del lagarto, Olta

El clima en la mayor parte del territorio es semiárido continental y árido de montaña, con escasa humedad, debido a que los vientos húmedos provienen del anticiclón del atlántico sur y cuando llegan a esta provincia lo hacen con poca humedad y fuerte radiación solar (heliofanía). En las zonas bajas los veranos son muy calurosos y los inviernos son cortos, con moderadas temperaturas. Las precipitaciones no superan los 400 mm anuales, con excepción de algunos parajes montañosos, donde son algo más importantes.

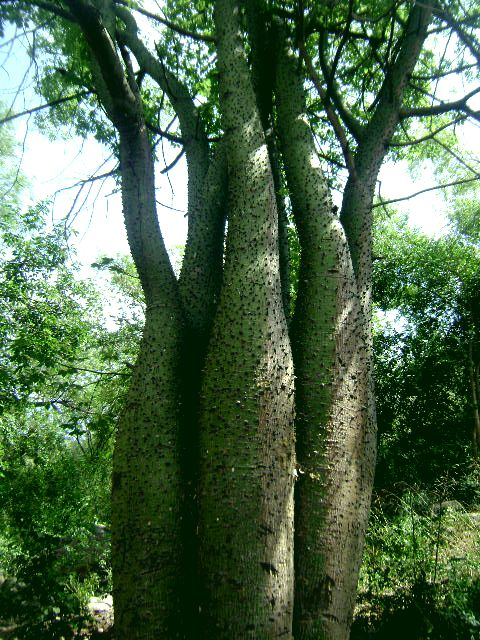
Palo borracho del norte en Olta.

La vegetación natural dominante es xerófila, arbustiva achaparrada, con escasas formaciones arbóreas, donde crecen distintas especies de algarrobos (Prosopis sp.), el aguaribay y el Ziziphus mistol.

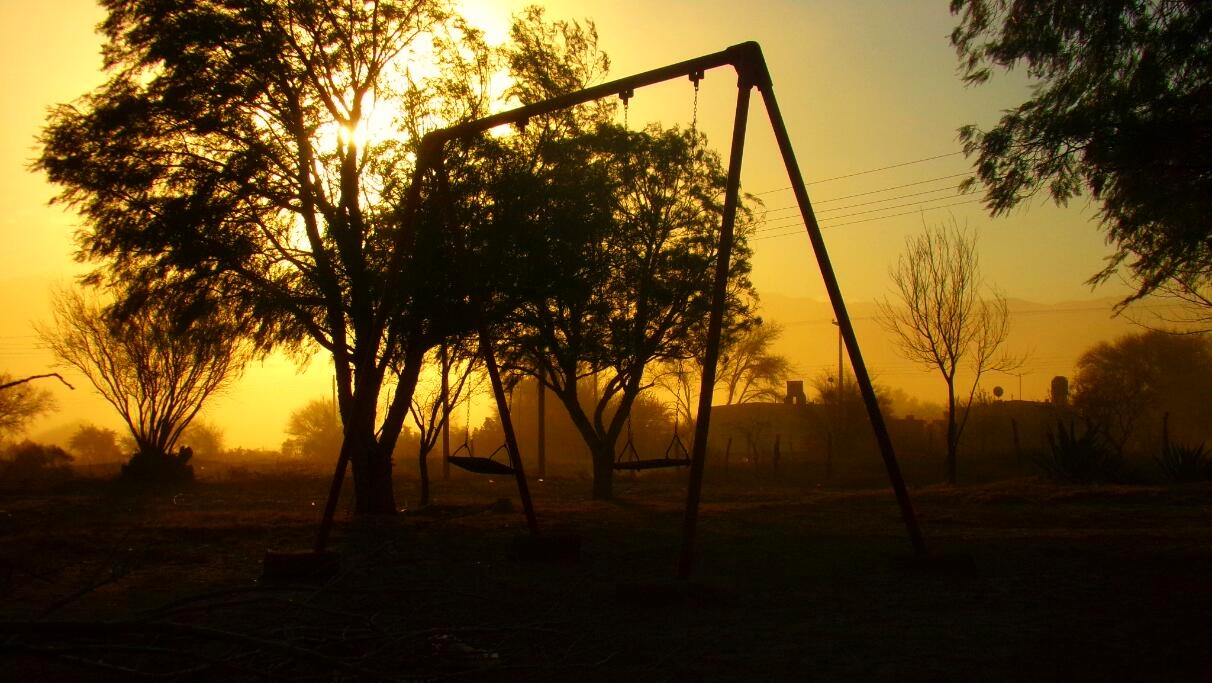
Hamacas con zonda

La Rioja presenta características propias de un clima continental. Los inviernos son suaves y secos, con temperaturas medias por encima de los 10 °C y escasas lluvias, así como una alta oscilación diaria. Los veranos son lluviosos y extremadamente cálidos con temperaturas máximas promedio de 35,3 °C [y mínimas promedio de 25 °C], y máximas absolutas en torno a los 48 °C, una de las más altas de Argentina. Durante el periodo comprendido entre diciembre de 2012 y febrero de 2013, la provincia registró la temperatura media diaria (promedio entre máxima y mínima diaria registrada) más alta de La Argentina, elevándose a 30,27 °C.[cita requerida] Respecto del periodo antes indicado (90 días), 14 días registraron temperaturas máximas iguales o superiores a 40 °C, y 5 días registraron temperaturas mínimas iguales o superiores a 30 °C (cabe hacer notar que, frecuentemente, la temperatura máxima diaria se registra entre las 17:00 y 19:00 horas; y la temperatura mínima diaria entre las 4:00 y 6:00 horas). Es además frecuente encontrar periodos de dos o tres días consecutivos con temperaturas máximas diarias en el rango de 38 a 40 grados celsius, con un fuerte componente de humedad atmosférica (50% a 60%). Como dato estadístico del periodo antes indicado, se señalará que la temperatura máxima absoluta se registró el 24 de diciembre de 2012, alcanzando los 44 °C a la sombra.

### Recursos hídricos

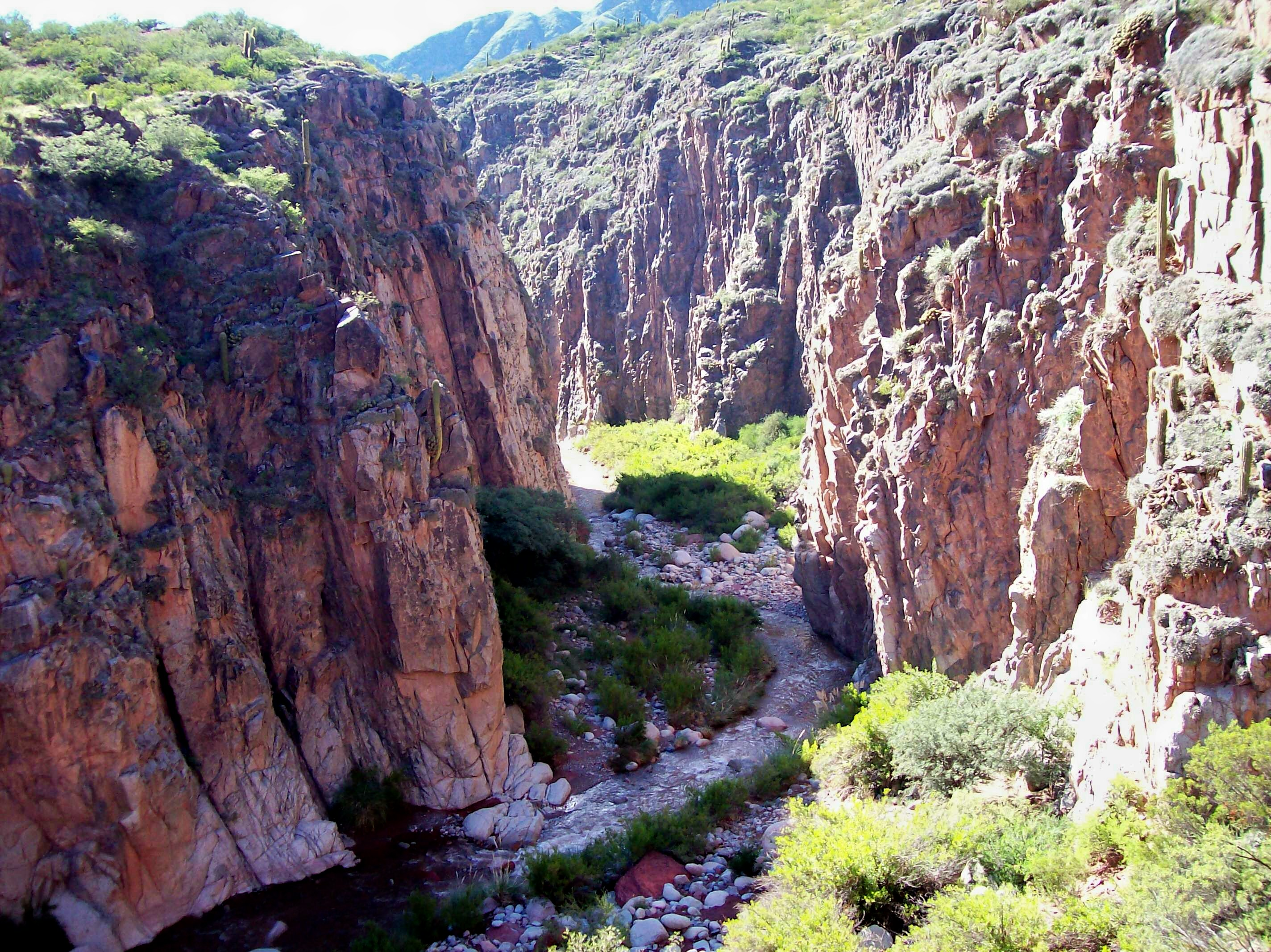
Vista del río Miranda en la cuesta del mismo nombre.

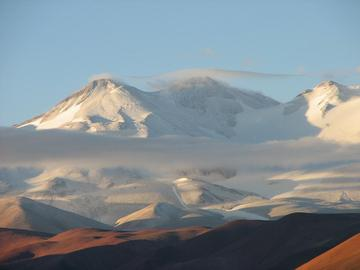
El Monte Pissis es la tercera cumbre de mayor altura de los hemisferios Sur y Occidental, con una altitud de 6795 m s. n. m.

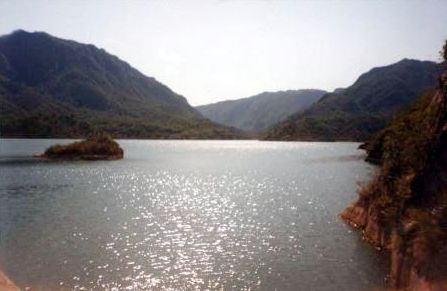
Dique de Olta

Debido al clima semiárido predominante, casi toda la actividad agrícola de la provincia de La Rioja depende del aporte de sus escasos y exiguos ríos, junto a los cuales se levantan todas sus poblaciones.
Los ríos de la provincia aportan caudales muy variables, y la mayor parte de ellos, con la excepción del río Vinchina, forman parte de una gran cuenca endorreica, que incluye además a la mayor parte de la provincia de Catamarca, parte del norte y noroeste de la provincia de San Luis, el extremo oriental de la provincia de San Juan, y el extremo oeste y noroeste de la provincia de Córdoba. Entre los más destacados encontramos el río Sanagasta, el río Abaucán o Arauco, y otras corrientes menores.
Otras cuencas presentes en La Rioja son la de los llanos y la del valle Antinaco-Los Colorados, la cual la primera pertenece al territorio sur de la provincia, formada por pequeños ríos de corta longitud y de escaso caudal (cuales solos unos pocos son permanentes). Estos son aprovechados en diques construidos para agua potable o de riego, como el de Olta, Anzulon y el de Portezuelo. También nacen varias vertientes que son aprovechadas para consumo humano.
La cuenca del valle los Colorados-Antinaco, se divide en varias subcuencas, las cuales son:
- Del río Miranda: unas de las subcuencas de más caudal posee. Se escurre por la Cuesta de Miranda.
- Del río Durazno: es la cuenca más aprovechada para el consumo humano y de riego. Después de que el agua es captada sigue su curso con el nombre de río Los Sarmientos, actualmente seco, desembocando en el río Bajo de Santa Helena.
- Del río Guanchín: esta cuenca que es muy desaprovechada ya que posee un volumen variable. Cuando pasa la localidad de Sañogasta recibe el nombre de Río Grande y desemboca en río Bajo de Santa Helena en forma de napa.
- Del río Capayán: es el río más desaprovechado de toda la cuenca. Se hunde como forma de napa y desemboca en el río Bajo de Santa Helena.
- Del río Ángulo: es un río transitorio, que solo tiene agua en épocas de lluvias excepcionales.
- Del río Blanco: es un río de caudal permanente y es aprovechado por causa del dique Chañarmuyo.
- Del río Campanas: es un río con agua permanente que desemboca en el dique de Chañarmuyo.

Todos estos ríos desembocan el río principal llamado Bajo de Santa Helena que es un río permanente en épocas excepcionales y que se va para las napas.
El río Vinchina se forma con el aporte del río Jagüé, que nace en las faldas del Monte Pissis y del Cerro Bonete, y de otras corrientes menores, que bajan de la sierra de Famatina. Al unirse con el río La Troya o Guandacol, en el límite con San Juan, ambos forman el río Bermejo. Tras varios cambios de nombre, de los cuales el más utilizado es el de río Desaguadero, se pierde en la región oeste de la provincia de La Pampa; anteriormente desembocaba en el río Colorado, al cual en la actualidad no le aporta caudal alguno, salvo en años de crecientes excepcionales.
La Rioja Capital está ubicada en el valle inferior del río Grande de La Rioja, que en la actualidad está completamente seco. Este río, llamado río Sanagasta en su cauce superior, es represado por el Dique Los Sauces aguas arriba de la ciudad; el mismo aporta agua potable a la ciudad, la que recurrentemente (10 a 12 eventos en el año, en primavera o verano) se ve sometida a cortes parciales y focalizados del servicio de agua potable. El agua que no se aprovecha para consumo humano es utilizada para riego.

## Economía
La economía provincial se basa principalmente en la agricultura. Esta se localiza en superficies bajo riego y sus productos se comercializan mayormente en el país. El principal cultivo es la uva. En menor proporción se cultivan el nogal, la oliva, la jojoba, otras frutas (por ejemplo almendros y dátiles)  y diversas hortalizas.
Se dedican a la fabricación de vinos, la producción de nuez/nueces y aceitunas, y al cuero.
Se crían principalmente bovino y caprino.
Históricamente ha sido y es importante la minería, destacándose las minas de oro y cobre (como las de Famatina). Desde 2008 los centros educacionales se han convertido en un importante polo de desarrollo de la economía local, en el crecimiento de la demanda de alquileres y servicios por parte de estudiantes extranjeros, y no nativos de la provincia. Respecto a esto último, se destaca el crecimiento de alumnado de parte de la Universidad Nacional de La Rioja.

### Regiones económicas
La economía riojana se divide de acuerdo a las regiones que se encuentran. Estas y sus actividades económicas son las siguientes:[cita requerida]
- Región del Bermejo (I): esta región está conformada por la ciudad de Villa Unión, el pueblo Villa Castelli y Vinchina, todas cabeceras de los departamentos General Felpe Varela, General Lamadrid y Vinchina, respectivamente. La economía se basa en la producción de frutales. Es un corredor que conecta a La Rioja con Chile por el paso Pircas Negras en la ruta 76. Este paso se convirtió en el corredor turístico por excelencia ya que posee atractivos naturales e históricos.
- Región del Valle Antinaco-Los Colorados (II): es la región más productiva de la provincia. Se abastece de riego superficial y subterráneo, y se produce vid, olivo nogal y pequeñas hortalizas. Está compuesta por las siguientes ciudades: Chilecito, Nonogasta, Vichigasta, Sañogasta y Famatina
- Región Norte (III): su principal polo es Aimogasta, ya que produce olivo y en buena cantidad. En la costa riojana se produce para auto abastecimiento en general hortalizas. Lo mismo ocurre en el departamento San Blas, pero posee varios atractivos turísticos y por ello toma fuerza, sin tomar en cuenta que posee una potencia energética muy enorme por el parque Eólico Arauco. Las ciudades y pueblos que componen la región son Aimogasta, Anillaco, Aminga y San Blas de los Sauces.
- Región Capital (IV): en esta se concentra el parque industrial que produce varios bienes. También hay producción agrícola por agua subterránea. Esta región es la más poblada, siendo característica la disparidad enorme que existe en cuanto a número de habitantes entre las dos localidades existente, mientras la ciudad de La Rioja tiene más de 150.000 habitantes, Villa Sanagasta solamente tiene 2000, y actúa como satélite y localidad veraniega de La Rioja.
- Región llanos del Norte (V): es una región que se dedica a la agricultura y se basa en la ganadería extensiva caprina. Posee varios atractivos como el parque El Chiflón, Talampaya, Quebrada de los Cóndores y Caminito. Las ciudades y pueblos de esta región son Chamical, Olta, Patquia, Tama y Punta de los Llanos.
- Región llanos del sur (VI): es una región que solamente posee riego en la localidad de Catuna y el resto se dedica a la cría extensiva de ganado caprino. A principios del siglo XX estaba poblada por bosques de quebrachos y algarrobos, con el paso del tiempo estos fueron deforestados. Esta región sufre por el éxodo masivo hacia San Juan o hacia la ciudad de La Rioja. Posee varios atractivos turísticos como la Quebrada de Ambil, la reserva Guasamayo, la virgen de Copacabana y la Ruta de los Caudillos en San Antonio. Las ciudades y pueblos de esta región son Chepes, Ulapes, Malanzan, Santa Rita de Catuna, el Milagro y el Portezuelo.

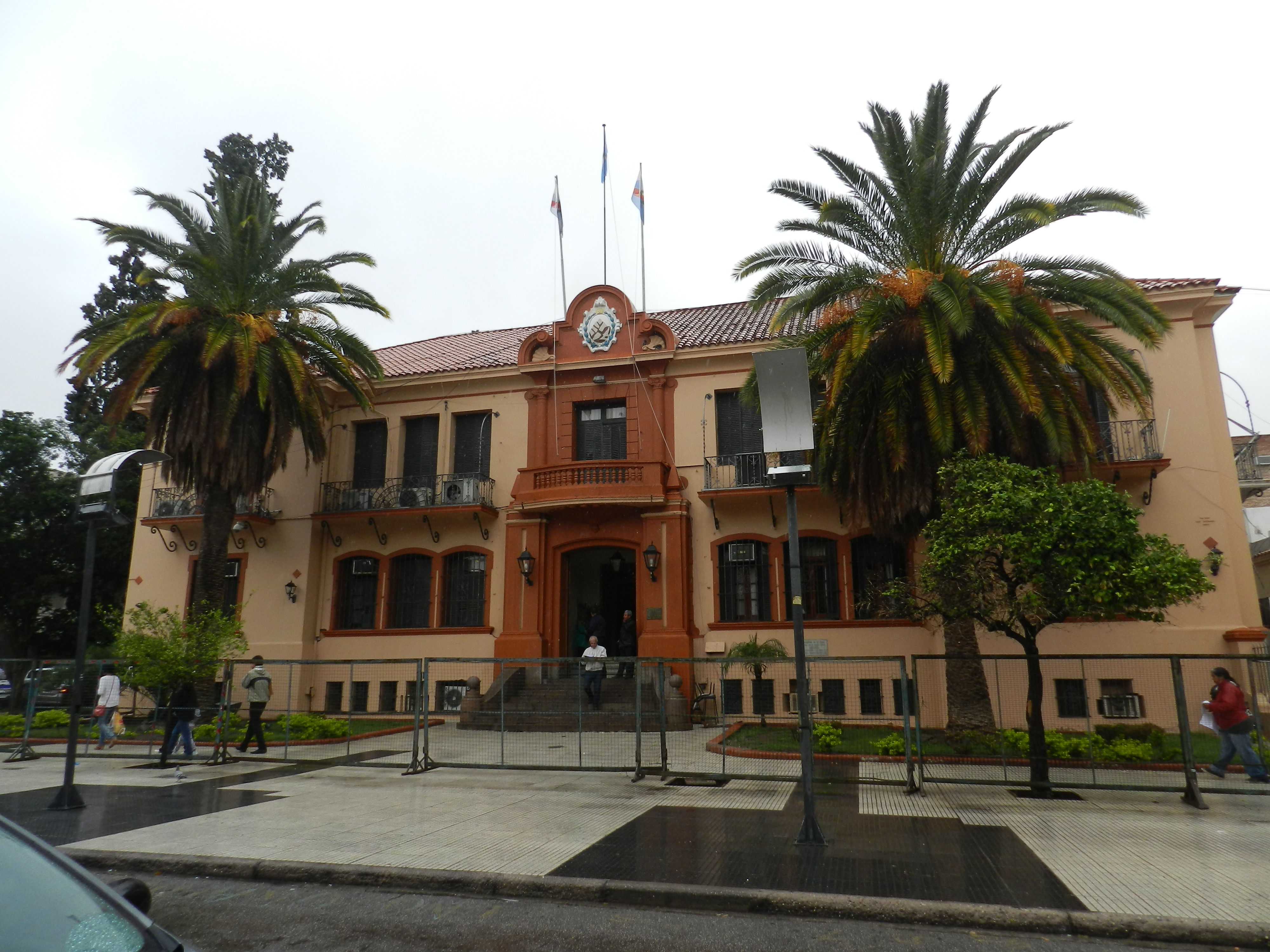
Casa de Gobierno de La Rioja

## División administrativa
La provincia se encuentra dividida en 18 departamentos. La Constitución provincial fue sancionada en 1855, con modificaciones en 1866. Una nueva constitución fue sancionada en 1986 y modificada en 2011.
La provincia reconoce la autonomía provincial y establece que todos los municipios deben dictar su carta orgánica.
A diferencia de la mayoría de las provincias argentinas, en La Rioja los departamentos y los municipios son una misma entidad, los cuales están listados en Municipios de La Rioja (Argentina). Para información sobre la organización municipal de la provincia, véase: Organización municipal de La Rioja (Argentina).

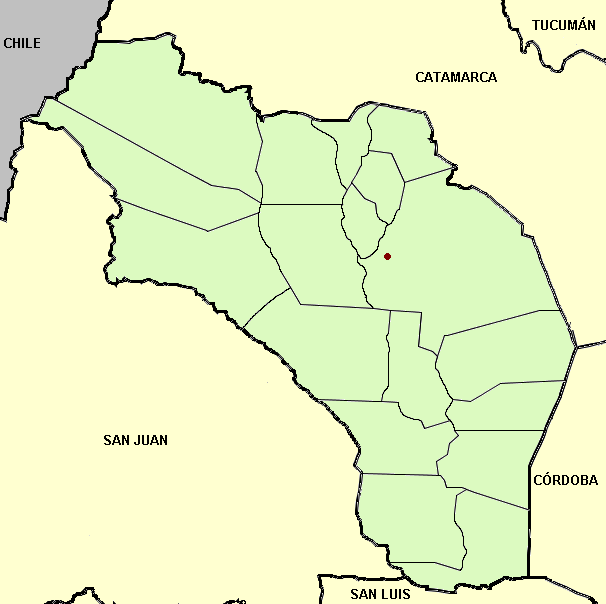
División política de la provincia de La Rioja y su capital.

| Departamento                 | Ciudad cabecera            |
| ---------------------------- | -------------------------- |
| Arauco                       | Aimogasta                  |
| Capital                      | La Rioja                   |
| Castro Barros                | Aminga                     |
| Chamical                     | Chamical                   |
| Chilecito                    | Chilecito                  |
| Coronel Felipe Varela        | Villa Unión                |
| Famatina                     | Famatina                   |
| General Ángel V. Peñaloza    | Tama                       |
| General Belgrano             | Olta                       |
| General Juan Facundo Quiroga | Malanzán                   |
| General Lamadrid             | Villa Castelli             |
| General Ocampo               | Milagro                    |
| General San Martín           | Ulapes                     |
| Independencia                | Patquía                    |
| Rosario Vera Peñaloza        | Chepes                     |
| San Blas de los Sauces       | San Blas                   |
| Sanagasta                    | Villa Sanagasta            |
| Vinchina                     | Villa San José de Vinchina |

## Disputa de límites con San Juan
El Decreto-Ley N.º 18 004, promulgado por el gobierno militar el 23 de diciembre de 1968, estableció los límites entre las provincias de La Rioja y San Juan. Previamente, los interventores militares de ambas provincias celebraron un acuerdo el 12 de marzo de 1968 con el objeto de poner fin a una disputa secular de límites. El 21 de diciembre de 1973, la Legislatura de La Rioja sancionó la ley provincial N.º 3468 desconociendo la validez del Decreto-Ley del gobierno militar. El Gobierno de San Juan sancionó en enero de 1969, la ley provincial N.º 3580, ratificando el convenio interprovincial firmado por los interventores militares en 1968. La disputa se centra en el glaciar y en el cerro, ambos denominados El Potro, con potencialidad minera en cobre y oro, en donde el Decreto-Ley N.º 18004 fijó que el límite parte desde el cerro El Potro, dirigiéndose desde allí con rumbo sudeste hasta dar con el río Blanco, pero no dice cuál es el ángulo de la dirección sudeste, por lo que la zona fue delimitada pero no demarcada.

## Demografía

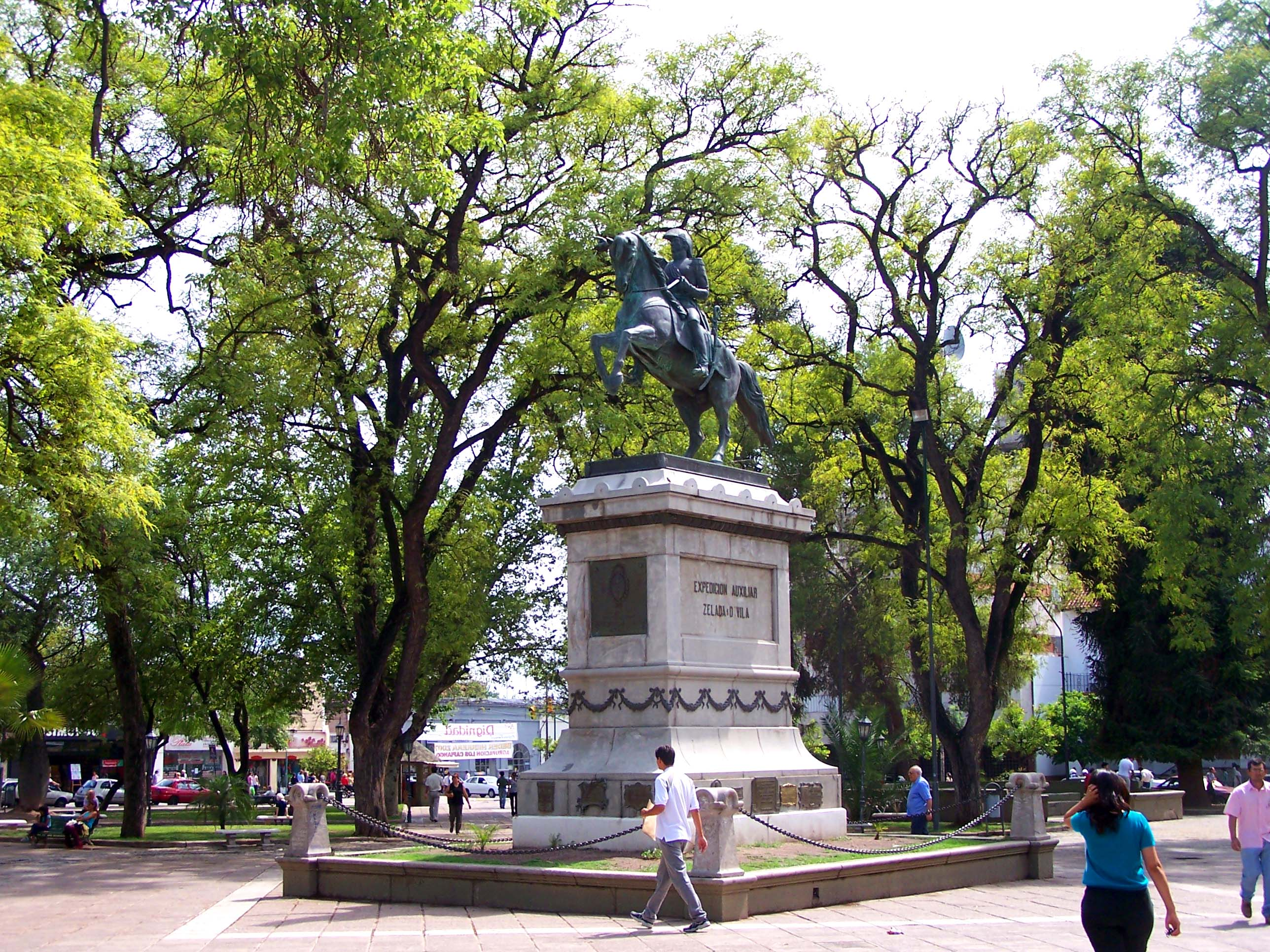
Monumento a José de San Martín en la plaza 25 de Mayo, Ciudad de La Rioja

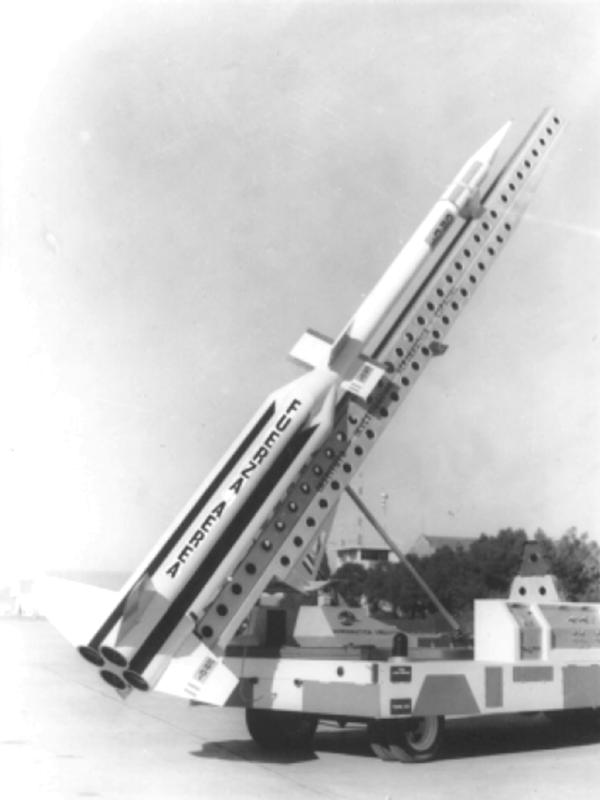
Cohete para sondaje atmosférico en el CELPA de Chamical

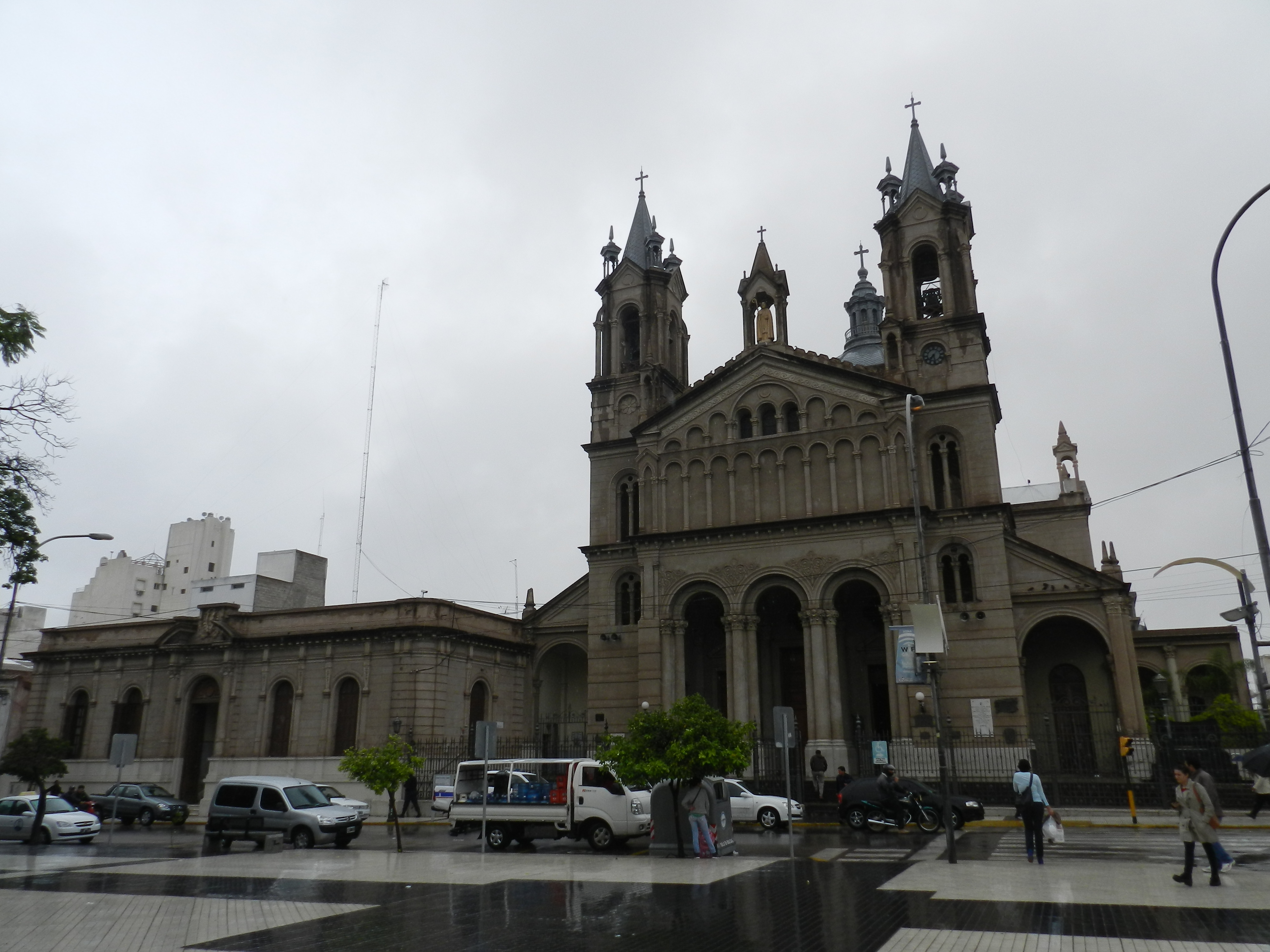
Catedral de La Rioja.

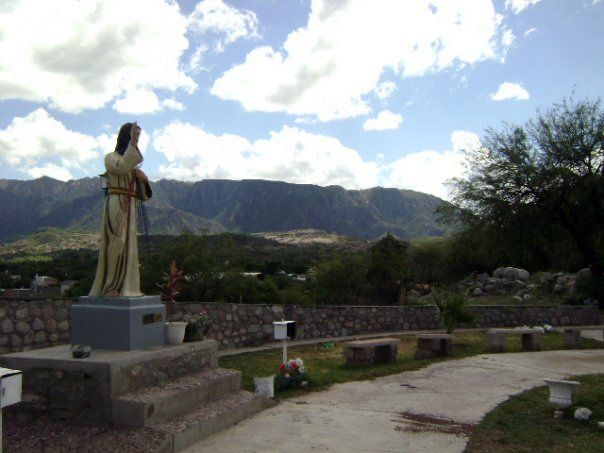
Plazoleta de la Misericordia, en Olta

Evolución histórica de la población de la provincia:
- 1778: 9.699 hab.[14]
- 1783: 9.887 hab.[15]
- 1795: 14.231 hab.[16]
- 1814: 14.095 hab.[17]
- 1820: ca. 18.000-20.000 hab.[18]
- 1847: ca. 25.000 hab.[19]
- 1853: ca. 30.000 hab.[19]
- 1869: 48.746 hab.[20]
- 1895: 69.502 hab.[21]
- 1914: 79.754 hab.[21][22]
- 1947: 110.746 hab.[22]
- 1960: 128.220 hab.[22]
- 1970: 136.237 hab.[22]
- 1980: 164.217 hab.[22]
- 1991: 220,779 habitantes (Indec, 1991) (población urbana: 167,142 habitantes (Indec, 1991)), (población rural: 53,587 habitantes (Indec, 1991).
- 2001: 289,820 habitantes (Indec, 2001) (población urbana: 241,289 habitantes (Indec, 2001), población rural: 48,531 habitantes (Indec, 2001).
- 2010: 331.847 habitantes (población urbana: 288,518 habitantes (Indec, 2010), población rural: 45,124 habitantes (Indec, 2010)[23]
- 2022: 383.865 habitantes, crecimiento 15,6%.[24]

| Gráfica de evolución demográfica de La Rioja entre 1869 y 2022 |
| No se puede compilar la entrada de EasyTimeline: EasyTimeline 1.90 Timeline generation failed: 1 error found Line 27: text:2022 - BarData attribute missing. Specify either 'bar' of 'barset'. |

### Composición étnica
Durante la gran ola de inmigración europea, La Rioja fue la segunda provincia que menos inmigrantes recibió después de la Provincia de Jujuy, tanto en términos cuantitativos como en términos relativos. A pesar de esto, la provincia ha sido un receptor de inmigrantes de otras partes del mundo, principalmente del mundo árabe, destacándose Siria y el Líbano.

### Principales ciudades y localidades
| N.º | Ciudad                 | Departamento           | Población |
| --- | ---------------------- | ---------------------- | --------- |
| 1   | La Rioja               | Capital                | 178.872   |
| 2   | Chilecito              | Chilecito              | 33.724    |
| 3   | Chamical               | Chamical               | 12.919    |
| 4   | Aimogasta              | Arauco                 | 12.249    |
| 5   | Chepes                 | Rosario Vera Peñaloza  | 11.039    |
| 6   | Nonogasta              | Chilecito              | 6.937     |
| 7   | Villa Unión            | Felipe Varela          | 4.639     |
| 8   | Olta                   | General Belgrano       | 4.547     |
| 9   | San Blas de los Sauces | San Blas de los Sauces | 3.918     |
| 10  | Milagro                | General Ocampo         | 3.494     |

## Deportes

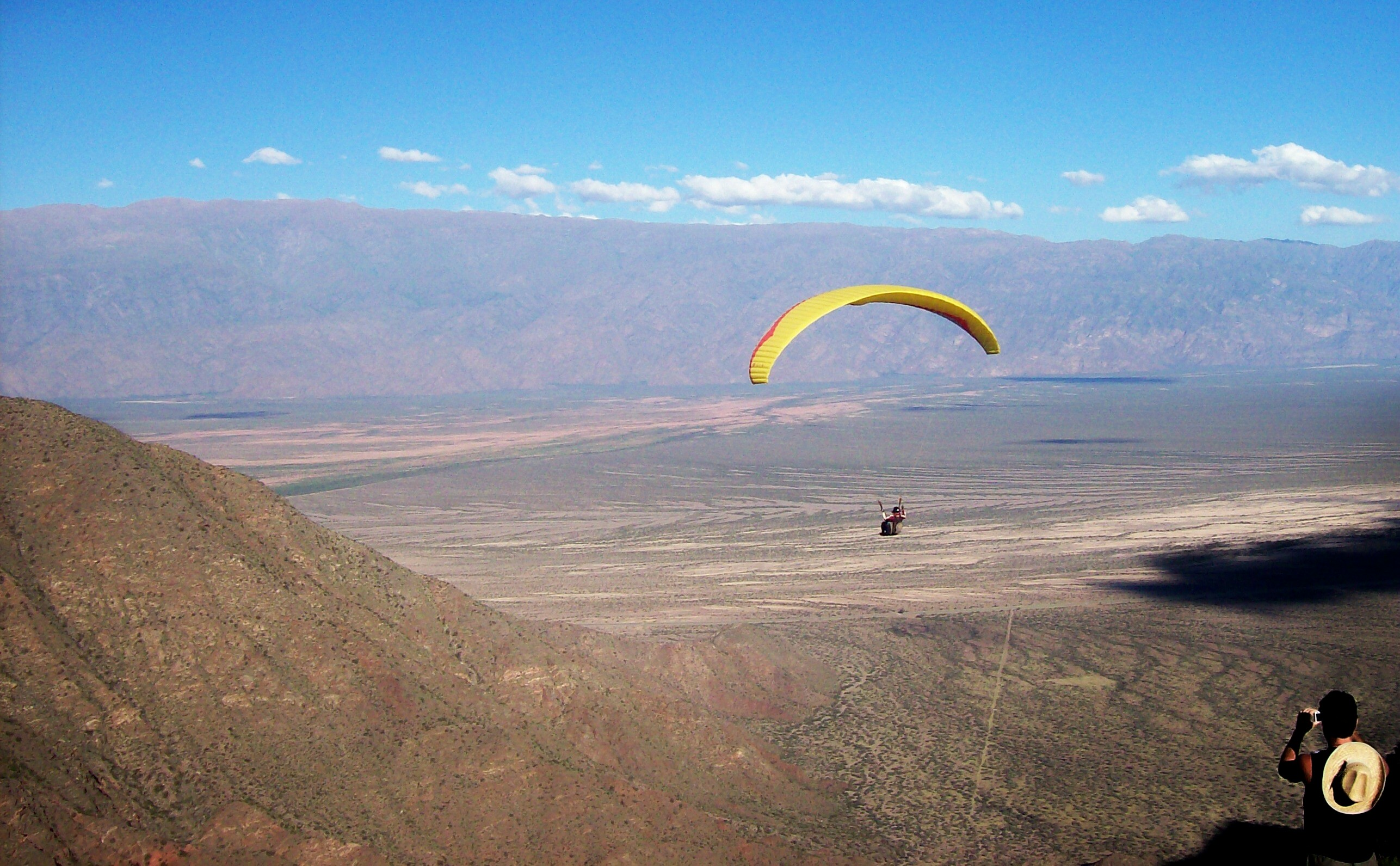
Aerodeslizador en el valle de Famatina.

- Fútbol: Club Atlético Riojano, Racing Club, Club Atlético Independiente, Club Atlético Defensores de la Boca, Club Atlético Américo Tesorieri, Andino Sport Club, Rioja Juniors Fútbol Club.
- Básquet: Club Facundo, Club Atlético Riojano, Club Independiente, Club Amancay, Club Social y Deportivo San Martín.
- Rugby: Chelcos Rugby club, Social Rugby Club, C.R.A.R, Naranjos R.C, San Patricio R.C de la Capital, Matacos Rugby Club de Chamical, Nevado Rugby Club y Takú R.C. de Chilecito, Montoneros R.C. de Olta y El Olivo R.C de Aimogasta.
- Natación: Polideportivo Municipal (natación competitiva, escuela, promocionales y federados nacionales) , y Centro de Educación Física N.º 5 (natación recreativa, adultos mayores).